# Galleria degli Uffizi
La Galleria degli Uffizi è un museo statale di Firenze, che fa parte del complesso museale denominato Gallerie degli Uffizi e comprendente, oltre alla suddetta galleria, il Corridoio vasariano, le collezioni di Palazzo Pitti e il Giardino di Boboli, che insieme costituiscono per quantità e qualità delle opere raccolte uno dei più importanti musei del mondo.
Vi si trovano la più cospicua collezione esistente di Raffaello e Botticelli, oltre a nuclei principali di opere di Giotto, Tiziano, Pontormo, Bronzino, Andrea del Sarto, Caravaggio, Dürer, Rubens, Leonardo da Vinci ed altri ancora. Mentre a Palazzo Pitti si concentrano le opere pittoriche del Cinquecento e del Barocco, ma anche dell'Otto e Novecento italiano, il corridoio vasariano ospitava fino al 2018 parte della collezione di autoritratti (oltre 1 700), che dovrebbero essere poi inclusi nel percorso espositivo della Galleria delle Statue e delle Pitture, come in piccola parte già avviene.
Il museo ospita una raccolta di opere d'arte inestimabili, derivanti, come nucleo fondamentale, dalle collezioni dei Medici, arricchite nei secoli da lasciti, scambi e donazioni, tra cui spicca un fondamentale gruppo di opere religiose derivate dalle soppressioni di monasteri e conventi tra il XVIII e il XIX secolo. Divisa in varie sale allestite per scuole e stili in ordine cronologico, l'esposizione mostra opere dal XII al XVIII secolo, con la migliore collezione al mondo di opere del Rinascimento fiorentino. Di grande pregio sono anche la collezione di statuaria antica e soprattutto quella dei disegni e delle stampe che, conservata nel Gabinetto omonimo, è una delle più cospicue e importanti al mondo.
Nel 2022 ha registrato 2 222 692 visitatori, risultando il museo d'arte più visitato d'Italia. Il secondo se si considerano i Musei Vaticani, nel territorio della penisola italiana e all’interno di Roma, ma facenti parte della Città del Vaticano.

## Storia

### Cosimo I e Vasari

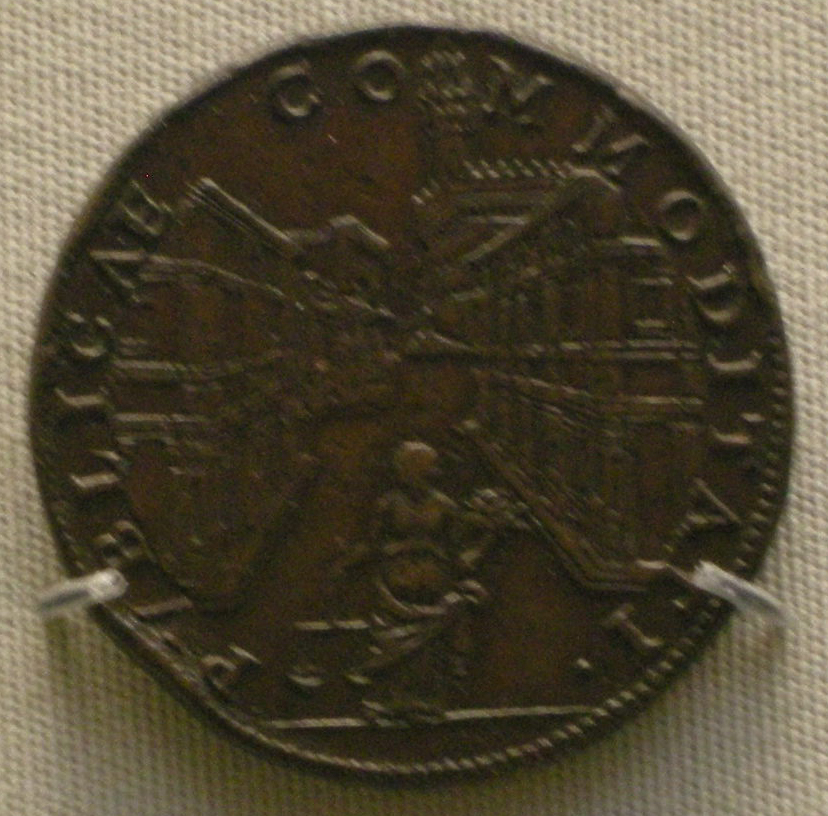
Domenico Poggini, medaglia di Cosimo I celebrante la creazione degli Uffizi

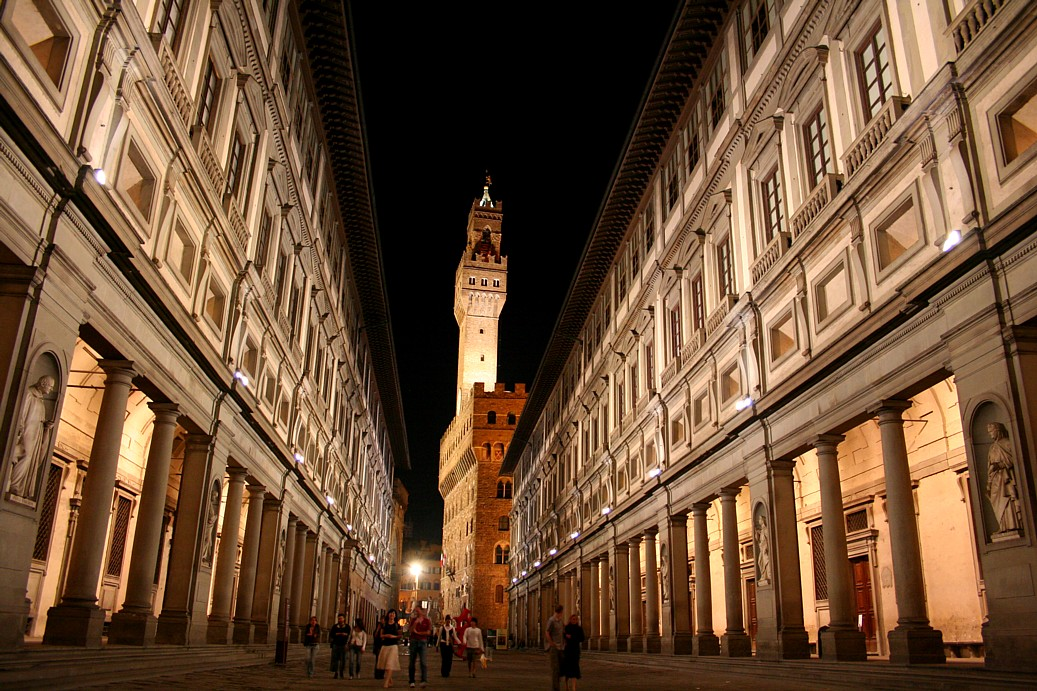
Uffizi e Palazzo Vecchio

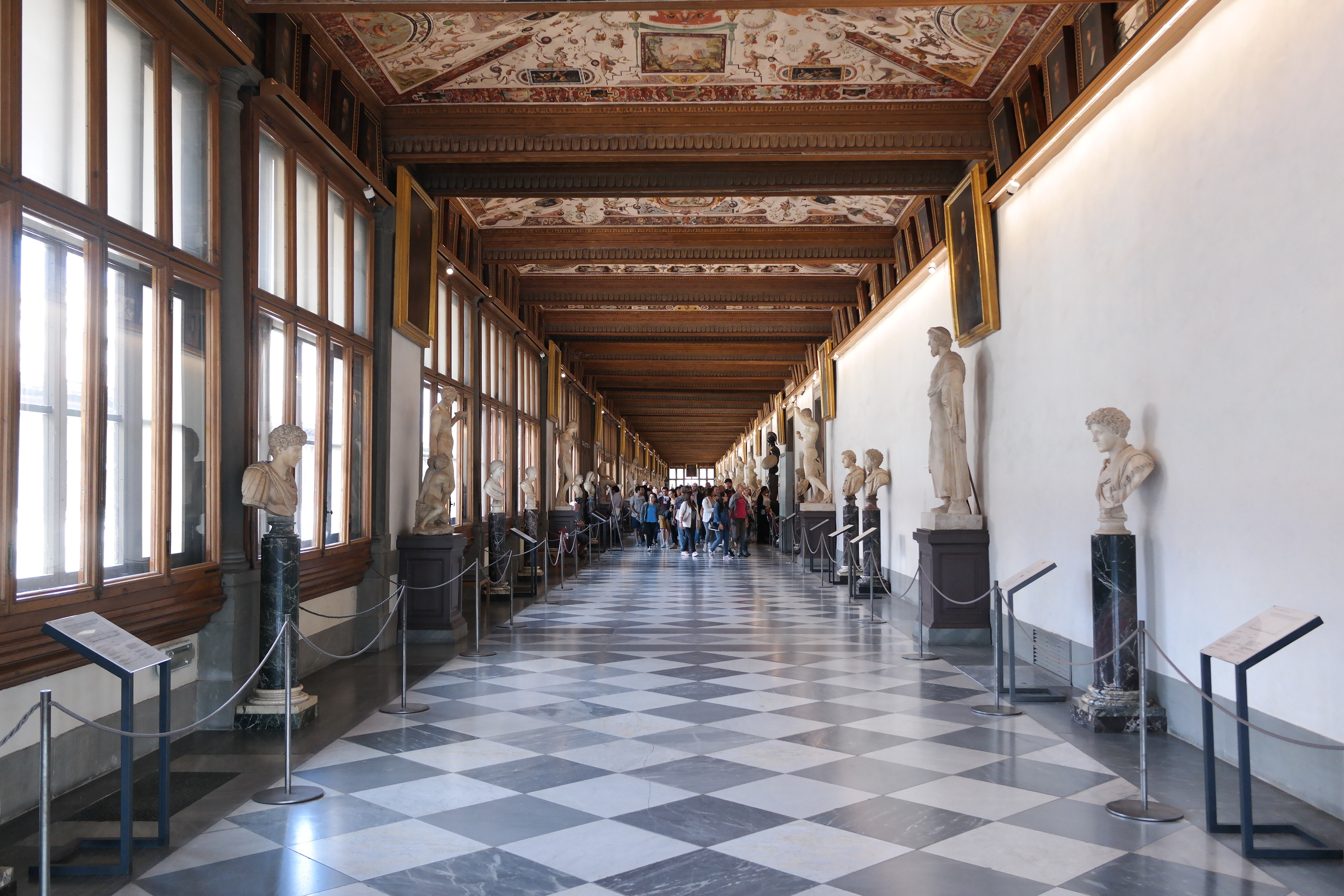
Interno degli Uffizi

Con l'insediamento del duca Cosimo I de' Medici nell'antica sede comunale di Palazzo Vecchio, iniziò la politica d'esaltazione della monarchia all'interno del perimetro cittadino. Nel 1560 il duca volle riunire le 13 più importanti magistrature fiorentine, dette uffici collocate in precedenza in varie sedi, in un unico edificio posto sotto la sua diretta sorveglianza, in modo da affiancare al vecchio Palazzo della Signoria una nuova sede governativa, consona alla potenza politica e militare acquisita da Firenze dopo la conquista di Siena. Il luogo scelto per la nuova costruzione fu un lembo di terra fra il lato meridionale di Piazza della Signoria e il lungarno, in un quartiere popolare dove si trovava il porto fluviale di Firenze.
I lavori furono affidati a Giorgio Vasari che già si occupava del cantiere dell'adiacente Palazzo Vecchio. Il progetto prevedeva un edificio a forma di "U", costituito da un braccio lungo a levante, da incorporarsi con l'antica chiesa romanica di San Pier Scheraggio, da un tratto breve affacciato sul fiume Arno e da un braccio corto a ponente, inglobando la Zecca Vecchia.
Nel nuovo edificio dovevano essere collocati gli uffici di tredici importanti Magistrature che regolavano l'amministrazione dello Stato mediceo; sul lato di Palazzo Vecchio, dall'antica chiesa di San Pier Scheraggio si successero: i Nove Conservatori del Dominio e della Giurisdizione fiorentina, l'Arte dei Mercatanti, l'Arte del Cambio, l'Arte della Seta, l'Arte dei Medici e Speziali, l'Università dei Fabbricanti e il Tribunale della Mercanzia; dalla parte opposta gli Ufficiali dell'Onestà, le Decime e Vendite, gli Ufficiali della Grascia, il Magistrato dei Pupilli, i Conservatori di Leggi e i Commissari delle Bande.
Per ridurre le spese, Cosimo, oltre ad affidare i lavori in appalto al massimo ribasso, concesse ai fornitori licenze insolite: i renaioli poterono estrarre la sabbia dall'alveo del fiume Arno presso l'attuale Ponte alle Grazie (ponte a Rubaconte); gli scalpellini si assicurarono l'uso della cava di pietra serena del Fossato del Mulinaccio, nella valle della Mensola, presso San Martino a Mensola, tradizionalmente riservata alle opere pubbliche; i muratori utilizzano sassi di cava estratti dal fosso della fortezza di San Miniato, vicino alla porta di San Niccolò e avanzi di lastrico pavimentale delle strade di Firenze.
Si ricorse all'imposizione di servitù, comandando i popoli di alcune podesterie: i carradori di Campi e Prato, gli scalpellini di Fiesole, i picconieri di Figline di Prato. I legnami si comprarono dall'Opera di Santa Maria del Fiore.
L'architetto Giorgio Vasari fu affiancato in questo difficile cantiere da Maestro Dionigi (o Nigi) della Neghittosa.
Per il matrimonio del figlio Francesco con Giovanna d'Austria, nel 1565, il Duca decretò di aprire una via soprelevata e segreta tra Palazzo Vecchio e Palazzo Pitti, la nuova residenza della dinastia Medici e collegata direttamente alla cerchia bastionata di Firenze. Il Vasari in soli sei mesi costruì il cosiddetto Corridoio vasariano, che, da Palazzo Vecchio, superata via della Ninna con un ponte coperto, percorre parte della galleria, superando l'Arno sopra al Ponte Vecchio, sbuca nel quartiere d'Oltrarno, arrivando nel Giardino di Boboli e da lì in Palazzo Pitti; da questo luogo venne in seguito predisposto un raccordo per raggiungere in sicurezza il Forte Belvedere. Nell'agosto 1572 tutte le magistrature dalla parte di San Pier Scheraggio sono già insediate nei nuovi uffici anche se l'edificio non è completato.

### Francesco I e Buontalenti
Nel 1574 con il Duca Francesco I de' Medici la direzione dei lavori venne affidata a Bernardo Buontalenti, che completò la fabbrica, insieme a Alfonso Parigi il vecchio. Nell'ottobre 1580 l'edificio venne ultimato con il congiungimento, dalla parte della Zecca, "alla Loggia grande e antica di Piazza". Tra il 1579 e il 1581 le volte della Galleria furono affrescate con motivi a "grottesca" da Antonio Tempesta e successivamente da Alessandro Allori, con cui collaborarono Ludovico Buti, Giovanmaria Butteri, Giovanni Bizzelli e Alessandro Pieroni.
Nel 1581 Francesco I, figlio di Cosimo, decise di chiudere ed adibire la loggia dell'ultimo piano a galleria personale dove raccogliere la sua magnifica collezione di dipinti quattrocenteschi, contemporanei di cammei, medaglie, pietre dure, statue antiche e moderne, di oreficerie, bronzetti, armature, miniature, strumenti scientifici e rarità naturalistiche, ma anche ritratti della famiglia Medici e di uomini illustri. Rese poi tale collezione visitabile su richiesta, facendo così degli Uffizi uno dei più antichi musei d'Europa.
Per meglio allestire la collezione, a partire da quell'anno stesso, il Buontalenti edificò la Tribuna nel braccio lungo degli Uffizi, ispirandosi alla torre dei Venti di Atene, descritta da Vitruvio nel primo libro del De architectura, nucleo centrale della Galleria medicea. Nel 1583 Francesco I fece trasformare la terrazza, sopra la Loggia dei Lanzi, in un giardino pensile, ora scomparso, dove la corte si riuniva per ascoltare esibizioni musicali e altri intrattenimenti. Risale a quegli anni anche la porta delle Suppliche su via Lambertesca, caratterizzata da uno spregiudicato accostamento di elementi classici.
Nello stesso periodo (1586), spetta ancora al genio del Buontalenti il compimento del Teatro Mediceo fatto costruire in corrispondenza del primo e del secondo piano attuali dell'ala orientale del museo. Si tratta di un grande vano rettangolare a doppia altezza, circondato da gradinate su tre lati, con il palco dei principi nel mezzo. Nel XIX secolo, dopo essere stato modificato e utilizzato per le riunioni del Senato Italiano, il teatro, dopo il trasferimento della capitale, sarà suddiviso in due piani: nel primo ora ha sede il Gabinetto Disegni e Stampe, nel secondo alcune sale della Galleria. Del teatro nel suo complesso resta soltanto il Vestibolo, dove a sinistra è sistemato quello che un tempo costituiva il portale d'ingresso, oggi ingresso del Gabinetto Disegni e Stampe; di fronte, le tre porte del Ricetto: su quella centrale, con le ante lignee intagliate con stemmi medicei, vi è il busto di Francesco I.

### I Medici

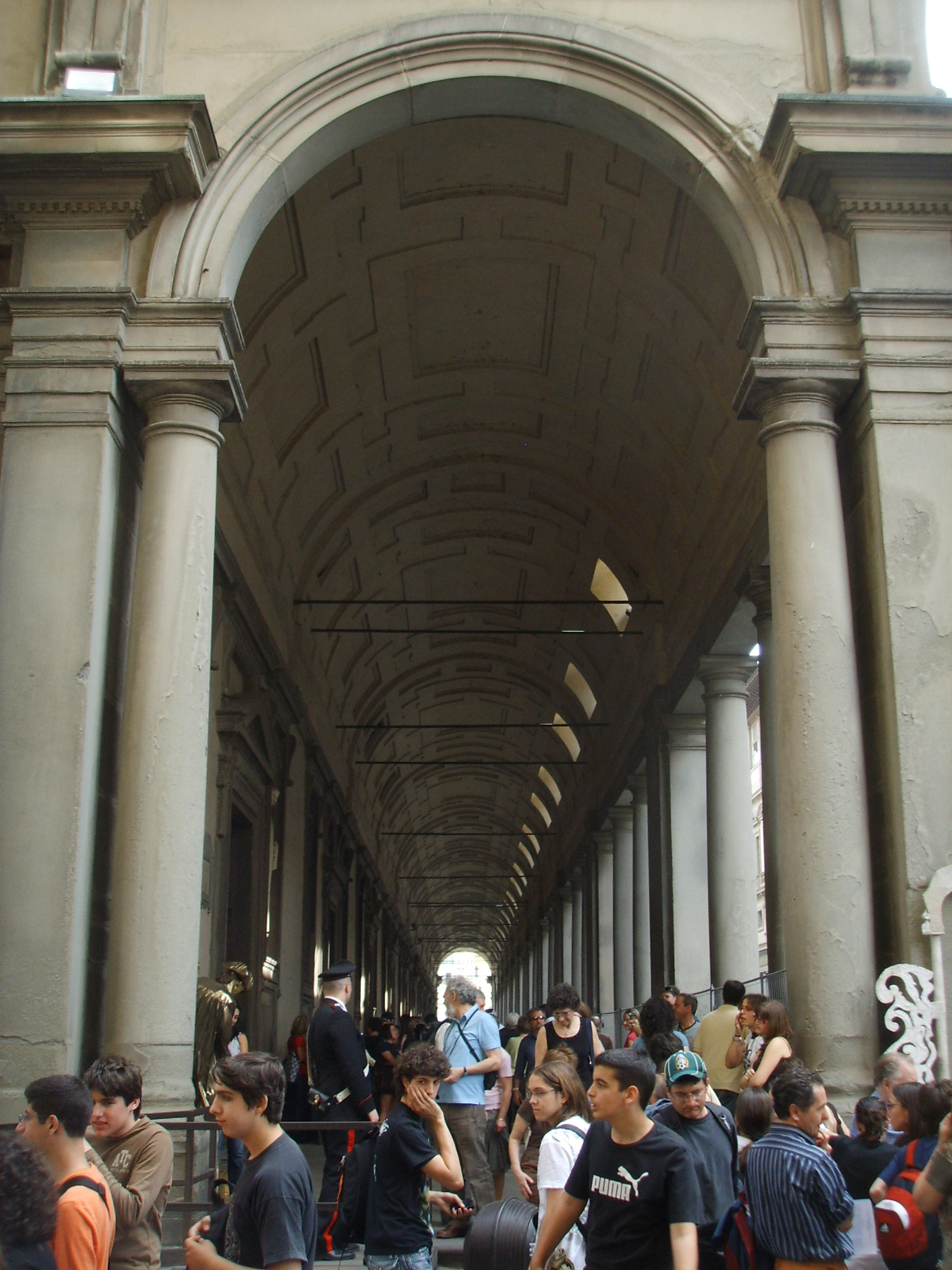
Turisti in fila sotto i portici

Nel 1587 col Duca Ferdinando I de' Medici la collezione venne arricchita con la cosiddetta "Serie Gioviana", una raccolta di ritratti di uomini illustri intrapresa dal Vescovo di Como Paolo Giovio, che oggi è esposta in alto tra le travature delle gallerie delle statue. Per volontà ducale venne realizzata, chiudendo un terrazzo vicino alla tribuna, la sala detta "delle carte geografiche" le cui pareti furono affrescate da Ludovico Buti e Stefano Bonsignori con le mappe del "dominio vecchio fiorentino", "dello Stato di Siena" e "dell'Isola d'Elba" e nel soffitto furono posizionate alcune tele dipinte da Jacopo Zucchi con rappresentate favole mitologiche. Al centro della stanza stava un mappamondo e una sfera armillare (oggi al Museo Galileo); inoltre venne compiuto lo Stanzino delle Matematiche destinato a raccogliere strumenti scientifici, con una volta decorata da una bella donna, personificazione della Matematica, affiancata alle pareti dalle Scene con le invenzioni di Archimede.
Su iniziativa di Ferdinando I, agli Uffizi furono trasferiti i laboratori granducali e nel 1588 l'Opificio delle Pietre Dure, una manifattura di Stato esperta nella lavorazione di oggetti preziosissimi, mentre vennero sistemati i laboratori di orafi, gioiellieri, miniatori, giardinieri, artefici di porcellane, scultori e pittori nell'ala di ponente della galleria e per consentire l'accesso venne collocato lo scalone detto "del Buontalenti".
Vicino alla manifattura, sette sale della Galleria furono destinate ad accogliere la collezione di armi e armature, ed inoltre venne allestita una sala con le pietre preziose intagliate portate in dote da Cristina di Lorena. A quell'epoca risale la ridipintura di alcuni soffitti affrescati da Ludovico Buti nel 1588. Nel 1591 si decretò l'apertura al pubblico della Galleria su richiesta. Con la morte di Ferdinando I nel 1609 la Galleria rimase inalterata per molto tempo.
Tra il 1658 e il 1679, al tempo di Ferdinando II de' Medici, si interpellarono Cosimo Ulivelli, Angelo Gori e Jacopo Chiavistelli per affrescare i soffitti, la cui opera fu distrutta nel 1762 e sostituita da nuove decorazioni di Giuseppe del Moro, Giuliano Traballesi e Giuseppe Terreni. La consorte di Ferdinando, Vittoria della Rovere, ultima discendente dei duchi di Urbino, portò a Firenze la vasta eredità d'Urbino: un raffinatissimo nucleo di opere del Tiziano, Piero della Francesca, Raffaello, Federico Barocci ed altri. Altre opere di scuola veneta giunsero per opera del cardinale Leopoldo de' Medici, fratello del granduca, che cominciò con grande passione a raccogliere in collezione disegni, miniature ed autoritratti.
Tra il 1696 e il 1699 sotto il regno Cosimo III de' Medici, i geni di Giuseppe Nicola Nasini e Giuseppe Tonelli decorarono le volte del braccio che guarda all'Arno, e poco dopo si ampliò il braccio di ponente della galleria, adibendo i nuovi locali ad ospitare una deliziosa collezione di autoritratti, porcellane, medaglie, disegni e bronzetti.
Nella Fonderia, ovvero farmacia, si andò raccogliendo ciò che stimolava soprattutto la curiosità naturalistica rinascimentale: alcune mummie, numerosi animali imbalsamati, uova di struzzo e corni di rinoceronte. Riguardo alle raccolte, il duca Cosimo III acquistò numerosi quadri fiamminghi (molti i Rubens) ed alcune preziose statue romane, come la celebre Venere de' Medici, un rarissimo originale greco che divenne a buon diritto fra le più conosciute sculture della galleria.

### I Lorena

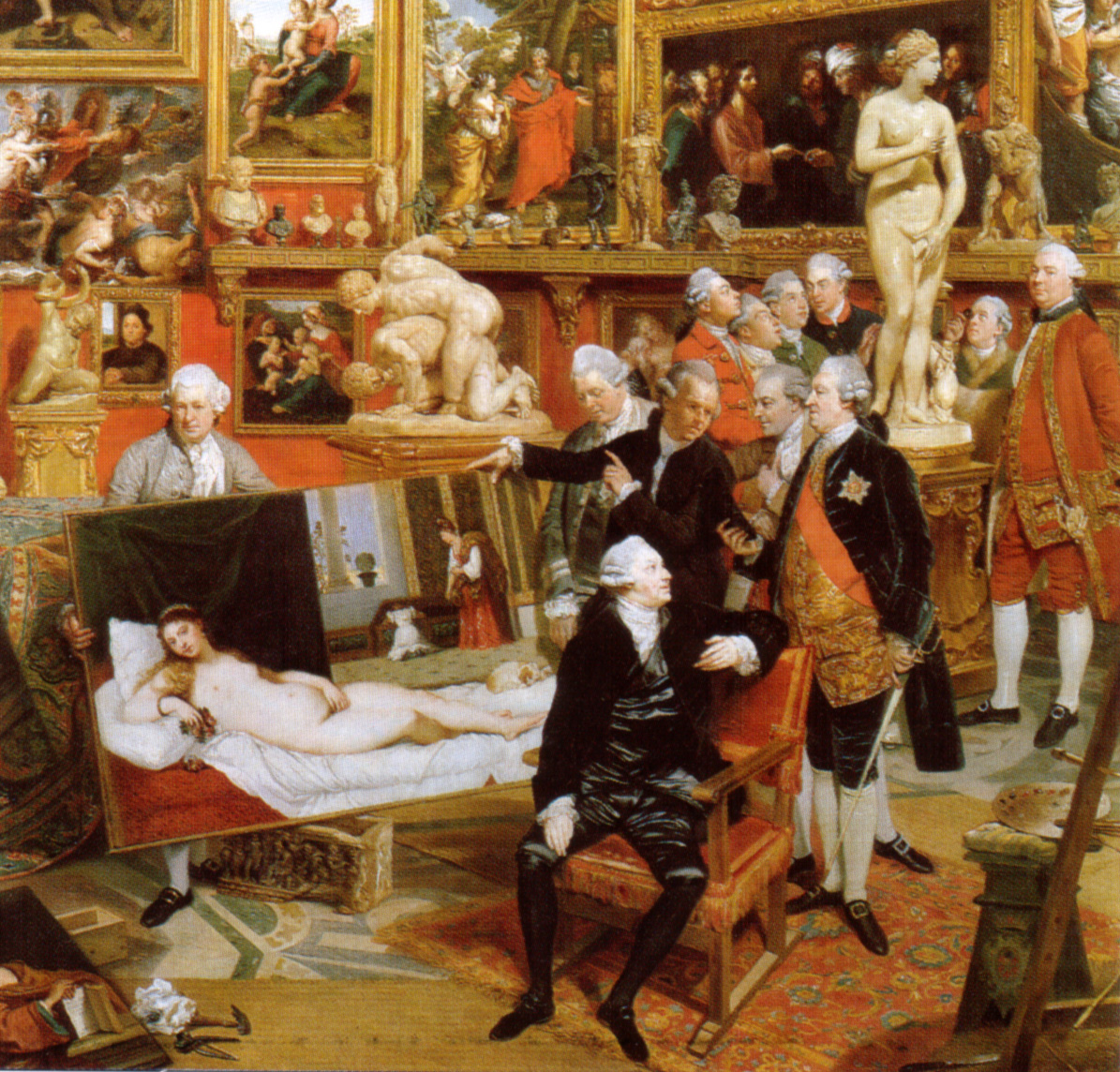
La tribuna degli Uffizi, in un dipinto settecentesco di J. Zoffany

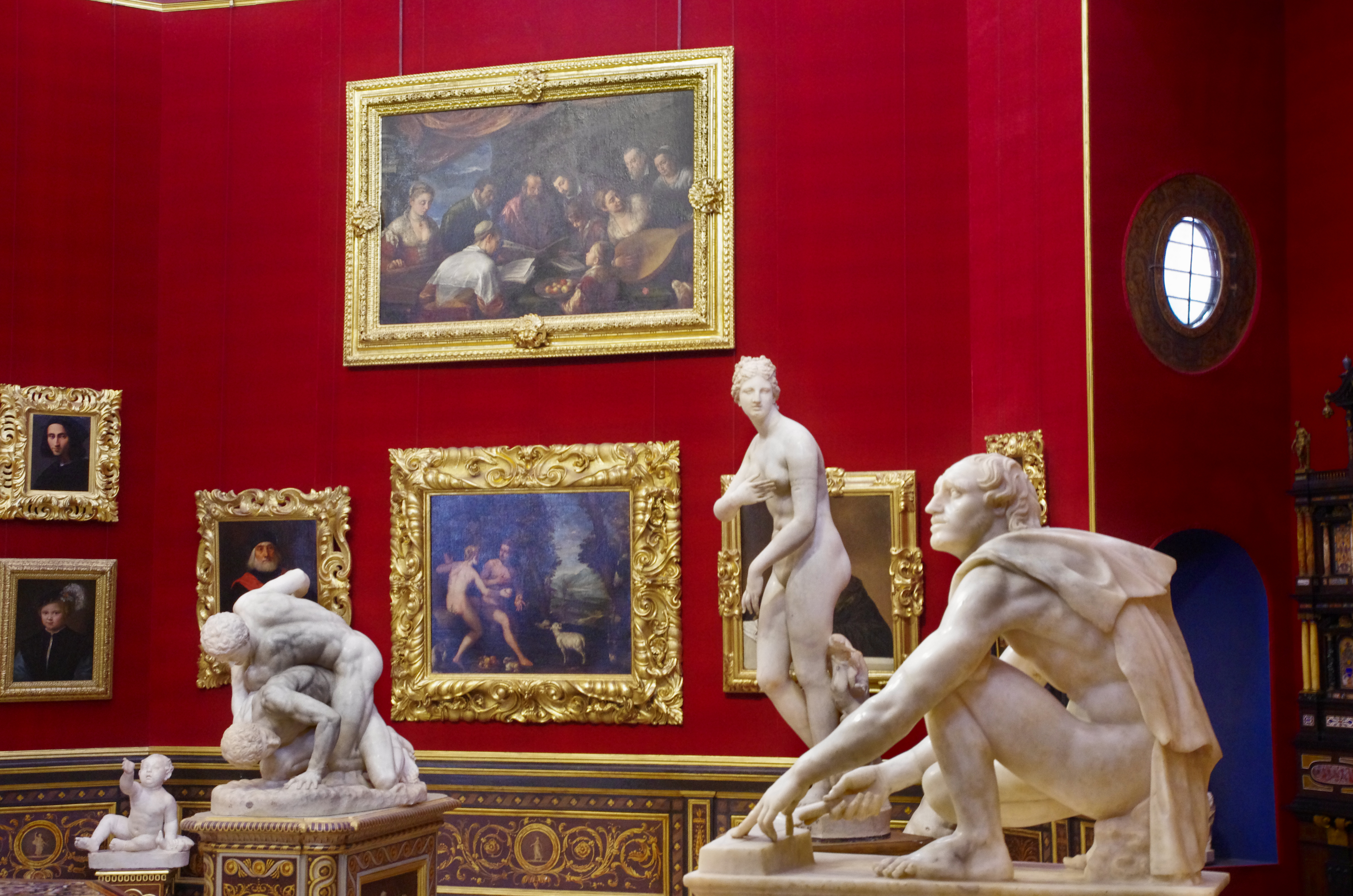
La tribuna

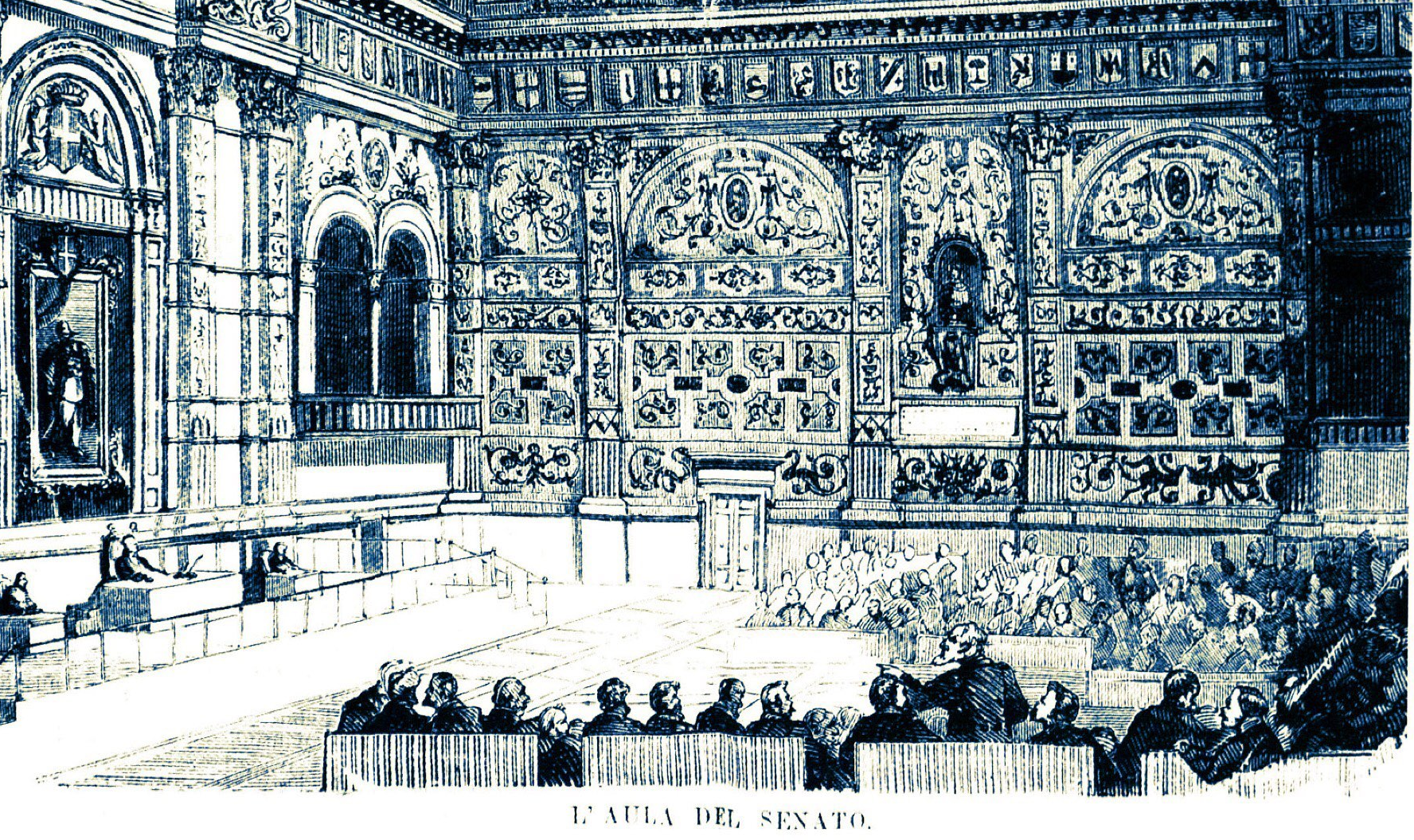
Il teatro mediceo trasformato in aula del Senato

Ormai spentasi la dinastia dei Medici nel 1737 dopo la morte di Gian Gastone, la sorella di quest'ultimo, Anna Maria Luisa, con la Convenzione del medesimo anno, cedette le raccolte medicee alla dinastia dei Lorena, a patto che le opere restassero a Firenze ed inalienabili: fu l'atto, puntualmente rispettato dai Lorena, che permise la conservazione intatta delle vaste e sublimi collezioni fino ai nostri giorni, senza disperdersi o prender la via fuori dall'Italia, come accadde alle altrettanto eccezionali collezioni di Mantova o di Urbino.
Tra il 1748 e il 1765 venne realizzato un vasto rilevamento grafico, coordinato da Benedetto Vincenzo De Greyss. Il 12 agosto 1762 un incendio distrusse una parte del corridoio orientale distruggendo anche molte delle opere custodite, prontamente ricostruita e ridecorata.
Pietro Leopoldo di Lorena, aprendo la Galleria al pubblico nel 1769 e provvedendo alla costruzione di un nuovo ingresso, su progetto di Zanobi del Rosso, promosse una radicale trasformazione della Galleria, affidandone la direzione a Giuseppe Pelli Bencivenni e il riordino, completato negli anni 1780-1782, a Luigi Lanzi, che seguì i criteri razionalistici e pedagogici propri dell'Illuminismo, con "un suo proprio genere di cose o al più di due" in ogni sala. Nella Galleria venne rimossa l'armeria, venduta la collezione di maioliche e spostati nella Specola gli strumenti scientifici; questo fatto è risolvibile in una visione razionalistica di quell'Illuminismo che distingueva la scienza dall'arte e volle concentrare negli Uffizi la pittura, separata da scultura antica e le arti minori, in opposizione all'eclettismo dei rinascimentali. Dal 1793 alcuni scambi con la Galleria Imperiale di Vienna, facilitato dai legami di parentela tra le rispettive case regnanti, vide l'arrivo di capolavori di Tiziano, Giovanni Bellini, Giorgione, Dürer e altri, in cambio di opere fiorentine dei secoli XVI e XVII, tra cui Fra Bartolomeo: col senno di poi fu soprattutto Firenze a guadagnarci.
Nel 1779 venne realizzata da Gaspare Maria Paoletti la Sala della Niobe, dove vennero allestite un complesso di sculture antiche raffigurante Niobe e i suoi figli, proveniente dalla Villa Medici a Roma.

### Otto e Novecento

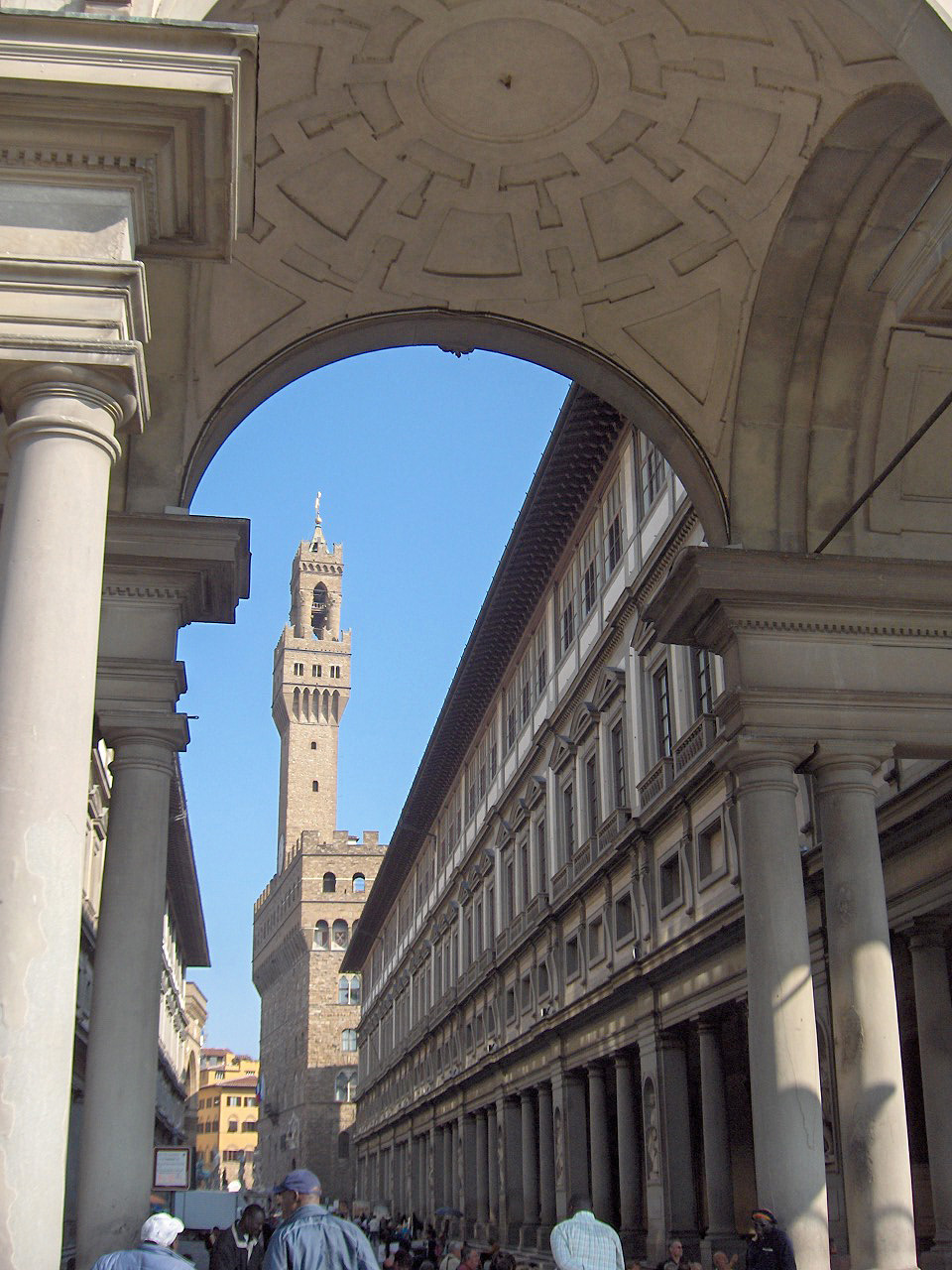
Piazzale degli Uffizi

Con la Rivoluzione Francese e la Campagna d'Italia del 1796, gli Uffizi, come gran parte del patrimonio artistico toscano durante le spoliazioni napoleoniche, venne depauperato di opere d'arte scelte da Dominique Vivant Denon, direttore del Musée Napoleon, spedite a Parigi. Tra le opere sottratte si ricordano la Venere Medici asportata dalla Tribuna degli Uffizi, la Madonna dal collo lungo, il Ritratto di Leone X, successivamente restituite con la Restaurazione e l'opera di Antonio Canova durante il Congresso di Vienna. Destino ben peggiore ebbero però le Gallerie dell'Accademia, e le opere raccolte a Pisa, Massa, Carrara e Fiesole che videro prendere la strada del Louvre e lì ancora oggi esposte.
Tra il 1842 e il 1856, vennero inserite 28 statue marmoree nelle nicchie dei pilastri all'esterno della Galleria, con i toscani illustri dal Medioevo all'Ottocento. Tra le più pregevoli della serie ci sono la statua di Giotto di Giovanni Duprè, a sinistra sul terzo pilastro, il Machiavelli di Lorenzo Bartolini, all'undicesimo, la statua di Sant'Antonino del Duprè, a destra nel quarto pilastro, e il Michelangelo di Emilio Santarelli.
In età risorgimentale, quando Firenze fu eletta capitale d'Italia (1865-1871), il Teatro mediceo fu ampiamente modificato per essere adattato ad aula del Senato italiano, accogliendo anche personaggi famosi come il Manzoni.
Nella seconda metà del XIX secolo, gli Uffizi si avviarono a diventare soprattutto una raccolta di quadri, vennero rimosse alcune statue rinascimentali e trasferite al Museo del Bargello e alcune statue etrusche che furono trasferite al Museo Archeologico.
Nel braccio corto a ponente dal 1866 ebbero sede le Regie Poste (adattamento di Mariano Falcini), e oggi, dopo un restauro del 1988, vi si tengono alcune esposizioni di materiale proveniente soprattutto dai depositi.
Nel 1889 il teatro mediceo venne diviso in due piani e smantellato. Oggi lo spazio che occupava contiene le sale dei "Primitivi" della Galleria e il Gabinetto dei disegni e delle stampe.
Nel 1900 venne acquistata la quadreria dell'arcispedale di Santa Maria Nuova, tra cui il Trittico Portinari proveniente dalla chiesa di Sant'Egidio, e da inizio Novecento si potenziarono, con acquisti e trasferimenti da varie chiese e istituti religiosi, aree come il Trecento e il primo Quattrocento, estranee al nucleo storico del museo.

Durante la II Guerra Mondiale le sale degli Uffizi furono svuotate e le opere d'arte, depositate in rifugi ritenuti sicuri, tornarono nella loro sede a luglio 1945. Una parte era stata requisita dai tedeschi e trasferita in provincia di Bolzano, ma fu recuperata.
Separando il teatro mediceo in due piani e ricavandone sei sale, vennero ristrutturate le prime nel 1956 su progetto di Giovanni Michelucci, Carlo Scarpa, Ignazio Gardella.
Nel 1969 venne acquistata la Collezione Contini Bonacossi.
Il 27 maggio 1993, a seguito della Strage di via dei Georgofili, un attentato mafioso che ha provocato la morte di cinque persone e danneggiato alcuni ambienti della Gallerie e del Corridoio vasariano, molti pezzi della collezione vennero sistemati nei depositi e gradualmente, con i restauri e la messa in sicurezza dell'ala occidentale, sono tornati nell'allestimento museale.
Nel 1998 il concorso internazionale per la Nuova uscita della Galleria degli Uffizi è stato vinto da Arata Isozaki insieme ad Andrea Maffei, ma il progetto non è stato ancora realizzato.

### I Grandi Uffizi
Un altro progetto a lungo termine è stata la realizzazione dei "Grandi Uffizi", raddoppiando la superficie espositiva grazie al trasloco nel 1989 dell'Archivio di Firenze dal primo piano, attingendo opere dai depositi (che sono situati all'ultimo piano) e ampliando così tutte le sezioni, fino ad allora leggermente penalizzate dagli spazi.
Il piano di riallestimento delle sale e di rinnovo degli impianti è stato portato avanti dai direttori Antonio Natali e poi, dal 2015, Eike Schmidt, il quale ha modificato il progetto originario, ad esempio includendo la collezione Contini-Bonacossi nel normale percorso di visita nelle sale "Blu".

## Architettura

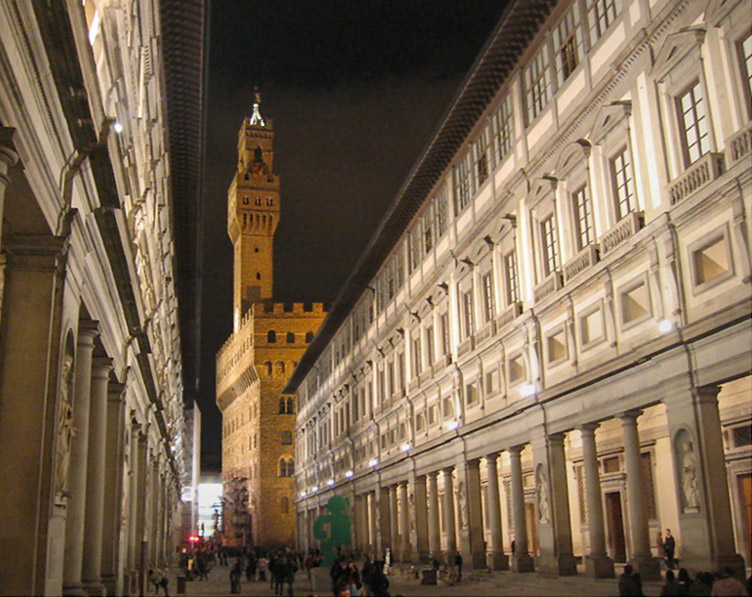
Il loggiato degli Uffizi di notte

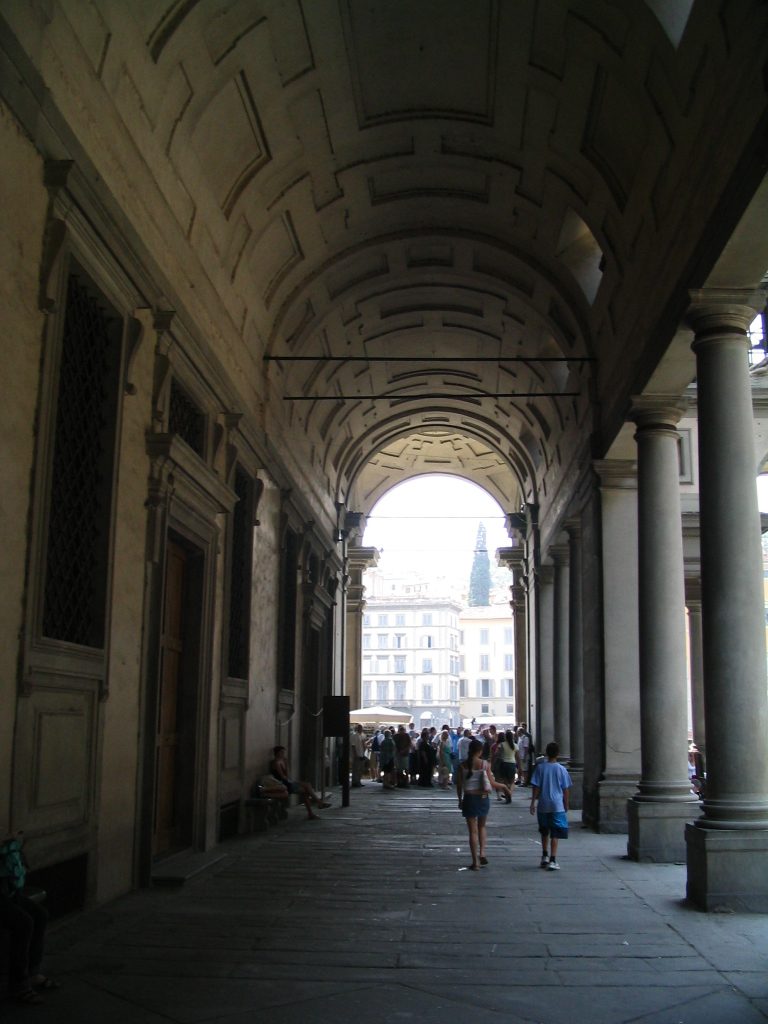
Portici

Il museo degli Uffizi fu realizzato nel 1575, adottando l'ordine dorico, secondo il Vasari, "più sicuro e più fermo degl'altri, [...] sempre piaciuto molto al signor duca Cosimo". Nel 1565 presentava già completati i cosiddetti Uffizi Lunghi e il tratto che si affacciava sull'Arno.
Il palazzo degli Uffizi è composto da due corpi di fabbrica longitudinali principali, collegati verso sud da un lato più breve del tutto analogo, dando origine così ad un complesso a "U", che abbraccia un piazzale e sfonda prospettivamente verso piazza della Signoria, con una perfetta inquadratura di Palazzo Vecchio e della sua torre.
I tre corpi di fabbrica presentano lo stesso modulo: a pianterreno un loggiato architravato coperto con volta a botte, costituito da campate delimitate da pilastri con nicchie e suddivise in tre intercolumni da due colonne interposte tra i pilastri; a tale modulo corrispondono tre aperture nel soprastante finto mezzanino che servono ad illuminare il portico e tre finestre al primo piano che presentano l'alternanza tra timpano triangolare e timpano curvilineo e sono comprese tra lesene; infine all'ultimo piano un loggiato riprendeva il modulo tripartito ed avrebbe in seguito ospitato l'originaria "Galleria" degli Uffizi.
Al pian terreno corre un porticato per tutta la lunghezza dei lati ovest e sud, e per il lato est fino a via Lambertesca; sopraelevato su un podio di alcuni gradini, il portico è costituito da colonne doriche e pilastri con le nicchie per statue che sorreggono un architrave, ma è coperto da lunghe volte a botte, decorate da cornici rettangolari a rilievo, che sono collegate tra loro da fasce disegnanti un motivo geometrico spezzato e uniforme.
Il portico architravato rappresenta una grande novità nella storia dell'architettura, in quanto i portici medievali, e poi quelli rinascimentali, erano costituiti da una serie di archi e mai di architravi, sia a Firenze (come per esempio il portico dello Spedale degli Innocenti), sia altrove, a parte il Palazzo Senatorio di Michelangelo che infatti è uno dei modelli del progetto vasariano.
Ai piani superiori si ripete un modulo di tre riquadri, tre finestre con balconcini e timpani rispettivamente triangolare, circolare e di nuovo triangolare (primo piano) e tre aperture sulla loggetta superiore (oggi la galleria del secondo piano), divise da due colonnine. I piani sono divisi da maestose cornici marcapiano. Gli elementi architettonici sono sottolineati dall'uso della pietra serena (in particolare di quella estratta dalla valle della Mensola), che risalta sull'intonaco bianco, secondo lo stile più tipicamente fiorentino iniziato da Brunelleschi.
Il lato breve è caratterizzato da un grande arco componente una serliana che inquadra scenograficamente l'affaccio sull'Arno, sormontata da una loggia, aperta sia sul piazzale antistante che sull'Arno, come vero e proprio fondale teatrale, ispirato alle coeve realizzazioni scenografiche. Al piano terra si segnala la statua di Giovanni dalle Bande Nere, opera di Temistocle Guerrazzi. Al primo piano le grandi finestre hanno uno scoronamento ad arco e davanti a quella centrale, la più ampia, corrispondente internamente al Verone, si trovano tre statue: Cosimo I in piedi di Giambologna (1585), affiancato dalle personificazioni sdraiate dell'Equità e del Rigore, entrambe di Vincenzo Danti (1566). Nelle nicchie dei pilastri del loggiato fu progettato di inserire una serie di statue di fiorentini famosi, la realizzazione si iniziò solo a partire dal 1835.
Molto originale è il portale ("porta delle Suppliche") costruito da Bernardo Buontalenti su via Lambertesca: è coronato da timpano spezzato, ma per maggiore originalità Buontalenti invertì le due metà, ottenendo una sorta di timpano "ad ali", che ricorda gli spunti animalistici e organici della sua architettura.
Nel 1998 gli architetti Arata Isozaki e Andrea Maffei vincono il concorso internazionale per il progetto della riqualificazione di Piazza Castellani sul retro per adibirla a Nuova Uscita del museo degli Uffizi. Dopo varie vicissitudini, il progetto esecutivo è stato completato ed approvato dal Ministero dei Beni Culturali nel febbraio 2009 ed è in attesa di essere realizzato.

## Percorso espositivo
La descrizione del percorso espositivo si basa sull'allestimento dell'agosto 2014. Essendo stato nel frattempo modificato più volte dai diversi direttori e non avendo ancora raggiunto una disposizione definitiva, nell'attesa del completamento dei lavori dei "Grandi Uffizi", la sua rappresentazione in questa pagina ha un carattere puramente indicativo e temporaneo.

### Vestibolo d'entrata e corridoio est
L'ambiente, costituito da tre vestiboli, venne ricavato alla fine del Settecento col completamento dello scalone monumentale, il nuovo accesso alla Galleria, per volontà del granduca Pietro Leopoldo. Nel primo vestibolo sono siti i busti in marmo e porfido dei Medici, da Francesco I a Gian Gastone; comunicante con questo è il vestibolo rettangolare, decorato nella volta da Giovanni da San Giovanni con Capricci mitologici, allestito con are, busti antichi e moderni; nel Vestibolo ellittico si trovano statue romane, sarcofagi e rilievi antichi. La porta che immette nella Galleria, con ai lati sono due Cani molossi, copie romane del I secolo d.C., è sormontata dal busto di Leopoldo.
I tre corridoi che corrispondono ai tre corpi del palazzo, corrono lungo tutto il lato interno e su di essi si aprono le sale. Sono decorati nei soffitti da affreschi e le ampie vetrate rivelano il loro primitivo aspetto di loggia aperta coperta.
Oggi i corridoi ospitano la collezione di statuaria antica, iniziata da Lorenzo il Magnifico, che conservava le opere nel Giardino di San Marco vicino al Palazzo Medici. La raccolta fu ampliata da Cosimo I dopo il suo primo viaggio a Roma del 1560 quando scelse di destinare le statue per abbellire Palazzo Pitti e i ritratti e i busti per Palazzo Vecchio. Infine venne accresciuta ancora all'epoca di Pietro Leopoldo di Lorena, quando si portarono a Firenze le opere di Villa Medici, raccolte in gran parte dal futuro granduca Ferdinando I, all'epoca cardinale. È curioso notare che tali opere, oggi spesso distrattamente scansate dai visitatori, fino al primo Ottocento erano motivo di interesse principale della visita alla galleria. Secondo alcune fonti fu un saggio di John Ruskin a ridestare l'interesse per la pittura rinascimentale del museo, fino ad allora bistrattata.
Le sculture sono di grande valore e risalgono soprattutto all'epoca romana, con numerose copie di originali greci. A volte le statue incomplete o spezzate vennero restaurate e integrate dai grandi scultori del Rinascimento. La disposizione delle sculture oggi ricalca il più possibile quella di fine del Settecento, quando permettevano il confronto tra maestri antichi e moderni, un tema allora molto caro, e quindi la funzione delle statue è tuttora essenziale e fortemente caratterizzante dell'origine e della funzione storica della galleria.
Il primo, lungo corridoio è quello est, riccamente decorato nel soffitto da grottesche risalenti al 1581, mentre corre al limite del soffitto, una serie di ritratti, la serie gioviana, intervallata da dipinti di dimensione più grande degli esponenti principali della famiglia Medici, la serie Aulica iniziata da Francesco I de' Medici, con i ritratti da Giovanni di Bicci a Gian Gastone. I dipinti della Serie Gioviana e della serie Aulica, che continuano anche nel corridoio sull'Arno ed in quello ovest della Galleria, costituiscono una delle più grandi e complete raccolta al mondo di ritratti.
Ai ritratti pittorici fanno da contraltare la serie dei busti romani, ordinati cronologicamente a fine del Settecento in maniera di coprire tutta la storia imperiale.
Fra le opere di statuaria più importanti si segnalano un Ercole e Centauro, da un originale tardoellenistico, integrato nella figura dell'eroe da Giovan Battista Caccini nel 1589; un Re Barbaro, composto nel 1712 a partire dal solo busto antico; Pan e Daphni, da un originale di Eliodoro di Rodi dell'inizio del I secolo a.C.; il Satiro danzante o Bacco fanciullo, da un originale ellenistico, restaurato nel Cinquecento. Più avanti si incontrano una statua di Proserpina, da un originale greco del IV secolo a.C., la copia antica del Pothos di Skopas (IV secolo a.C.). Ai lati dell'ingresso della Tribuna si trovano un Ercole, da un originale di Lisippo, e un busto di Adriano appartenuto a Lorenzo il Magnifico. Nell'ultima parte del corridoio si incontrano due Veneri, da originali del IV secolo a.C. e un Apollo ellenistico, che si trovava all'ingresso di Villa Medici e invitava, col braccio destro di restauro, ad accedere alla casa, come se fosse il regno del dio stesso.

### Sala 1 Archeologica
La sala venne creata nel 1921, in questa sono allestite opere per lo più provenienti da Roma. Tra i rilievi si segnalano quello di una Biga (V-IV secolo a.C.) e il fregio dell'Atena Nike (restaurato nel Settecento da Bartolomeo Cavaceppi). Appartengono al filone "plebeo" dell'arte romana i due rilievi con Scene di bottega, del I secolo d.C. I rilievi dell'Ara Pacis sono calchi: i Medici possedevano la lastra originale della Saturnia Tellus, che nel 1937 tornò a Roma per ricomporre il monumento. Di epoca augustea sono pure i frammenti di parasta a girali, mentre ai lati si trovano due rilievi di amorini, uno con gli attributi di Giove (il fulmine) e uno con quelli di Marte (la corazza): facevano parte di una serie molto famosa nel Medioevo, alla quale Donatello si ispirò per la cantoria di Santa Maria del Fiore.
Provengono da un fregio adrianeo del II secolo il Tempio di Vesta e la Scena di sacrificio. Il sarcofago con le Fatiche di Ercole è caratterizzata da un più accentuato contrasto luminoso, tramite la lavorazione a trapano; le diverse età di Ercole raffigurate alludono ai periodi della vita.

### Sale del Medioevo
Le sale dalla 2 alla 6 sono dedicate all'arte medievale. Con la prima, del Duecento e di Giotto, si entra nel nucleo delle sale "dei primitivi", allestite entro il 1956 da Giovanni Michelucci, Carlo Scarpa e Ignazio Gardella, che coprirono la sala con un soffitto a capriate, imitando le chiese medievali. La sala ha un forte impatto per la presenza delle tre monumentali Maestà di Cimabue, Duccio di Buoninsegna e Giotto, dipinte a pochi anni di distanza. Nella Maestà di Santa Trinita del 1285-1300 Cimabue tentò di emanciparsi dagli stilemi bizantini, ricercando un maggior volume e rilievo plastico, con un'inedita dolcezza di sfumato; di fronte è la pala di Duccio, detta Madonna Rucellai (1285 circa), costruita con una struttura ritmica e con figure aggraziate, maggiormente influenzata dalla coeva esperienza pittorica del gotico francese; infine, al centro della sala, la Maestà di Ognissanti di Giotto (1310 circa) di impianto monumentale e costruita molto più plasticamente accentuando il chiaroscuro e la volumetria dei corpi. Di Giotto è anche il polittico di Badia del 1300 circa.
La prima sala ha inoltre una sceltissima rappresentanza di pittura duecentesca, tra cui un Cristo trionfante della fine del XII secolo e un Christus patiens, rari per la qualità elevata e lo stato di conservazione molto buono.
La sala seguente (3) è dedicata ai grandi maestri del Trecento senese, in cui si fronteggiano i più grandi maestri di tale scuola: l'Annunciazione di Simone Martini e Lippo Memmi (1333) e la Presentazione al Tempio di Ambrogio Lorenzetti (1342), entrambe provenienti dal Duomo di Siena, e la Pala della beata Umiltà (1340) di Pietro Lorenzetti.
Segue la sala del Trecento fiorentino (4), che mostra gli sviluppi dell'arte dopo Giotto con i contributi dei suoi allievi e di personalità più originali come Giottino e Giovanni da Milano.
La sala del Gotico internazionale (5-6) è dominata dalla monumentale Incoronazione della Vergine (1414) di Lorenzo Monaco e dal tripudio di sfarzosità ed eleganza dell'Adorazione dei Magi (1423) di Gentile da Fabriano, eseguita per il mercante fiorentino Palla Strozzi.

### Sale del primo Rinascimento
Impareggiabile è il nucleo di pittura del primo Rinascimento, dagli anni venti del Quattrocento alla metà del secolo. L'elaborazione del nuovo linguaggio è testimoniata dalla Sant'Anna Metterza (1424) di Masolino e Masaccio nella sala 7: di Masaccio sono lo scultoreo Bambino e la Vergine, dipinta con una solenne corporatura così austera e realistica da non potersi più definire "gotica". Nella stessa sala si trovano la Battaglia di San Romano di Paolo Uccello, che testimonia la sua "ossessione" prospettica, e le opere di Beato Angelico e Domenico Veneziano che indicano la ricerca di nuovi formati per le pale d'altare e la nascita della "pittura di luce".
La grande sala 8 è dedicata a Filippo Lippi, sviluppatore delle proposte di Masaccio e traghettatore dell'arte fiorentina verso quel "primato del disegno" che fu la sua caratteristica più tipica. Qui si trova anche lo straordinario Doppio ritratto dei duchi d'Urbino di Piero della Francesca, una delle icone più note dell'estetica rinascimentale. L'esposizione è completata dalle opere di Alesso Baldovinetti e del figlio del Lippi, Filippino, che fu un artista di rottura alla fine del XV secolo.
La sala 9 è dedicata a fratelli del Pollaiolo, Antonio e Piero, tra i primi a praticare una linea di contorno agile e scattante, che fu da modello per numerosi artisti successivi. Nella serie di Virtù realizzate per il Tribunale della Mercanzia, una si distingue per l'eleganza formale: è la Fortezza, tra le prime opere del giovane Botticelli (1470).

### Sala del Botticelli

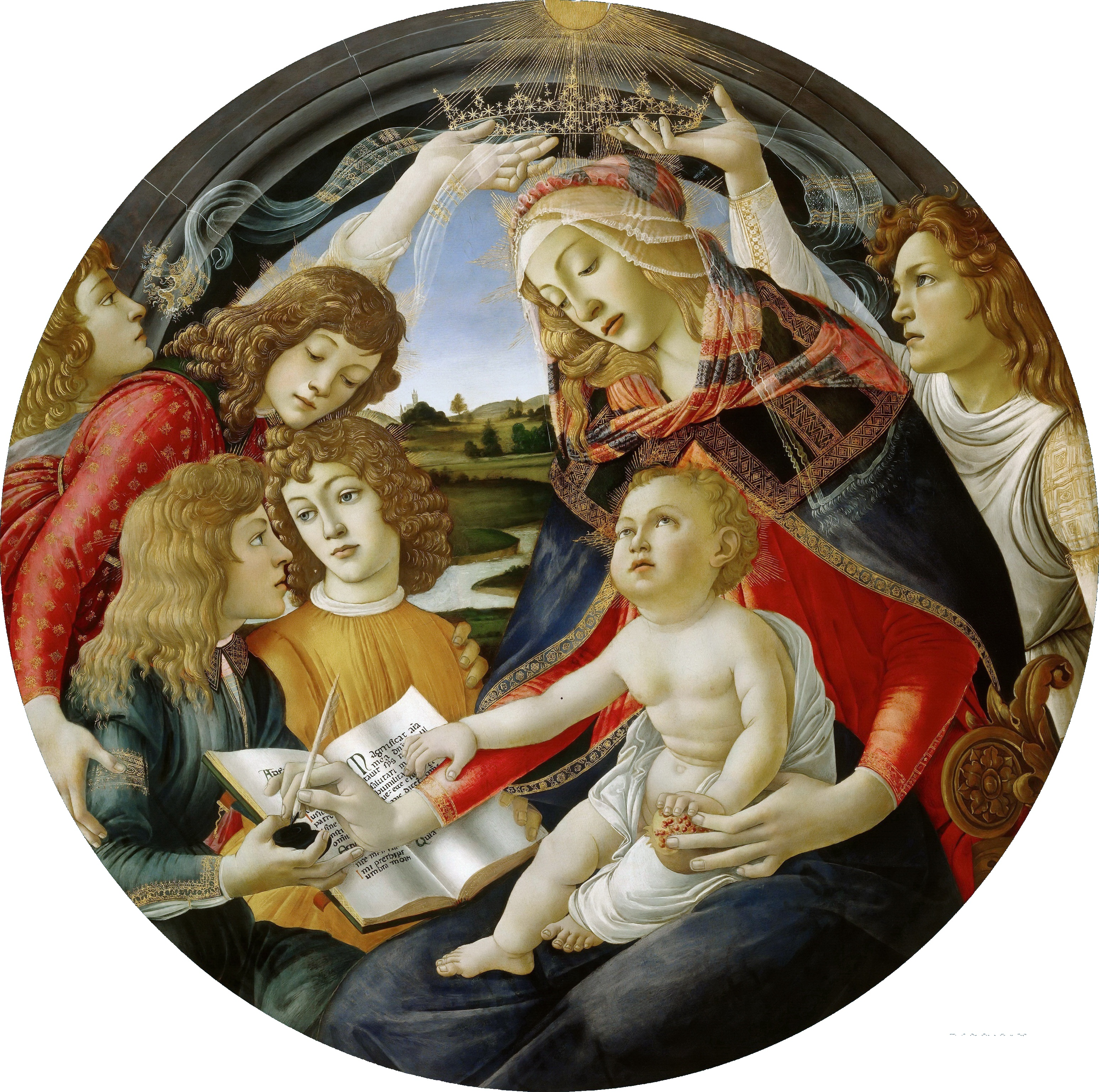
Botticelli, Madonna del Magnificat

La sala del Botticelli, vasta per l'accorpamento delle sale 10-14, raccoglie la migliore collezione al mondo di opere del maestro Sandro Botticelli, compreso il suo capolavoro, la Primavera e la celeberrima Nascita di Venere, due opere emblematiche della sofisticata cultura neoplatonica sviluppatasi a Firenze nella seconda metà del Quattrocento. Queste opere furono realizzate negli anni ottanta del Quattrocento e sono le prime opere di grandi dimensioni a soggetto profano del Rinascimento italiano. Furono dipinte per Lorenzo de' Medici (non Lorenzo il Magnifico, ma un suo cugino che viveva nella Villa di Careggi, con il quale fra l'altro non correva buon sangue).
In questa sala si può ripercorrere l'intera evoluzione pittorica del maestro, con la graziosa Madonna in gloria di serafini e la Madonna del Roseto, opere più giovanili legate ancora allo stile di Filippo Lippi e del Verrocchio, al Ritratto d'uomo con medaglia di Cosimo il Vecchio (1475), dove già si assiste ad una maturazione dello stile legata probabilmente allo studio del realismo di opere fiamminghe, alle opere mitologiche, come la commovente Pallade e il Centauro, allegoria degli istinti umani divisi tra ragione e impulsività, ma guidati dalla sapienza divina.
Con l'avvicinarsi del XVI secolo l'ondata reazionaria ultra-religiosa di Girolamo Savonarola iniziò a farsi sempre più pressante nella società fiorentina e questo si manifesta più o meno gradualmente in tutti gli artisti dell'epoca. Anche Botticelli, dopo un'opera fastosa come la Madonna del Magnificat iniziò ad adottare uno stile più libero, sciolto dalla lucidità geometrica della prospettiva del primo Quattrocento (Madonna della Melograna, Pala di San Barnaba), con qualche esperimento arcaicista come l'Incoronazione della Vergine dove il maestro torna allo sfondo oro in una scena pare ispirata dalla lettura di Dante. Il periodo più cupo della predicazione savonaroliana porta una definitiva ventata di misticismo pessimista nella sua pittura: la Calunnia (1495) simboleggia il fallimento dello spirito ottimistico umanista, con la constatazione della bassezza umana e la relegazione della verità.
Ma questa sala contiene anche altri numerosi capolavori: particolarmente azzeccata è la collocazione del Trittico Portinari, opera fiamminga di Hugo van der Goes del 1475 circa portata da una banchiere della ditta Medici a Bruges nel 1483, che con la sua estraneità formale verso le opere circostanti ben rende l'effetto di fulgida meteora che questa opera ebbe nei circoli artistici fiorentini della seconda metà del Quattrocento. A un esame più accurato si iniziano a cogliere però le affinità con le opere realizzate successivamente, la maggior cura dei dettagli, la migliore resa luministica dovuta alla pittura ad olio che i pittori fiorentini cercarono di imitare, arrivando anche a copiare alcuni elementi dell'opera fiamminga, come gli omaggi chiari di Domenico Ghirlandaio nella sua analoga Adorazione dei pastori nella basilica di Santa Trinita.
Un'altra opera fiamminga è la Deposizione nel sepolcro di Rogier van der Weyden (1450 circa), con la composizione ripresa da un pannello di Beato Angelico, che testimonia i reciproci scambi tra maestri fiamminghi e fiorentini.

### Sala di Leonardo e sale attigue
La sala 15 documenta gli esordi artistici di Leonardo da Vinci, a partire dalla prima opera documentata, il Battesimo di Cristo del 1475, opera del suo maestro Verrocchio nella quale il giovane Leonardo dipinse la testa dell'angelo di sinistra, il paesaggio e forse il modellato del corpo di Cristo. Un'altra opera giovanile è l'Annunciazione, dipinta dal maestro ventenne, dove già sono visibili le qualità dello sfumato leonardesco e la sua attenzione alle vibrazioni atmosferiche (si pensi all'angelo appena atterrato), ma con qualche errore prospettico, come il libro sul quale la Vergine posa un braccio, che al suolo poggia su un basamento ben più avanzato rispetto alle gambe della Madonna. L'Adorazione dei Magi invece è un'opera incompiuta nella quale è lampante il senso innovatore del genio di Vinci, con una composizione originalissima incentrata sulla Madonna e il Bambino in un rutilante scenario di numerose figure in movimento, fra le quali non compaiono però il tradizionale San Giuseppe o la capannuccia.
Nella sala sono inoltre rappresentati artisti attivi a Firenze in quegli anni: Perugino (tre grandi pale), Luca Signorelli e Piero di Cosimo.
La sala 16 (delle carte geografiche) era originariamente una loggia e venne chiusa per desiderio di Ferdinando I de' Medici. Fu decorata con carte geografiche dei domini medicei e festoni di frutta e fiori sulla travatura del soffitto, opera di Ludovico Buti. Fra di esse, Ferdinando I de' Medici fece collocare le tele mitologiche commissionate a Jacopo Zucchi, quando era ancora cardinale a Roma.
La sala 17 è chiamata Stanzino delle Matematiche, creato sempre per Ferdinando I per accogliere i suoi strumenti scientifici. Il soffitto venne infatti decorato con un'allegoria della Matematica ed episodi che celebrano la cultura scientifica antica. Oggi espone la collezione di bronzetti moderni e alcune opere scultorie antiche.

### La Tribuna
La Tribuna è una saletta ottagonale che rappresenta la parte più antica della galleria. Fu commissionata da Francesco I de' Medici nel 1584 per sistemarvi le collezioni archeologiche e in seguito vi furono collocati tutti i pezzi più preziosi e amati delle collezioni medicee. Divenuta molto popolare ai tempi del Grand tour, si dice fu un'ispirazione per le Wunderkammer di numerosi nobili europei. L'ambiente è coperto da cupola incrostata di conchiglie e madreperla e percorsa da costoloni dorati e lanterna su cui era una rosa dei venti, collegata all'esterno da una banderuola. La Tribuna presenta nelle pareti di rosso scarlatto, dato dalla tappezzerie di velluto, su cui sono appesi i quadri e mensole per oggetti e statue; lo zoccolo, oggi perduto, venne dipinto da Jacopo Ligozzi con uccelli, pesci e altre meraviglie naturalistiche; al centro stava un tempietto-scrigno, ovvero un mobile ottagonale che custodiva i pezzi più piccoli e pregiati della collezione; il pavimento venne realizzato a intarsi marmorei.
La Tribuna, le sue decorazioni e gli oggetti che conteneva alludevano ai quattro elementi (Aria, Terra, Acqua, Fuoco): per esempio la rosa dei venti nella lanterna evocava l'aria, mentre le conchiglie incastonate nella cupola l'Acqua; il fuoco era simboleggiato dal rosso delle pareti e la terra dai preziosi marmi sul pavimento. Tutta questa simbologia era poi arricchita da statue e pitture che sviluppavano il tema degli Elementi e delle loro combinazioni. Il significato affidato all'insieme era, inoltre, la gloria dei Medici, che grazie alla volontà divina, aveva raggiunto il potere terreno, simboleggiato dai magnifici oggetti rari e preziosi posseduti.
Oggi, per quanto trasformata nei secoli, è comunque l'unica sala nella quale si può comprendere lo spirito originario degli Uffizi, cioè di luogo di meraviglia dove si potessero confrontare direttamente le opere degli antichi, rappresentate dalla scultura, e quelle dei moderni, con le pitture. Attorno al pregevole tavolo intarsiato in pietre dure (del 1633-1649) sono poste in circolo alcune delle più famosa sculture antiche dei Medici, come il Fauno Danzante (replica romana di un originale del III secolo a.C.), i Lottatori (copia di epoca imperiale), l'Arrotino (che affilava il coltello nel gruppo di Marsia), lo Scita, (copia di una statua della scuola di Pergamo che faceva parte di un gruppo con Marsia), l'Apollino e soprattutto la celebre Venere de' Medici, un originale greco del I secolo a.C. tra le più celebrate rappresentazioni della dea.
Il monumentale stipo in pietre dure conteneva la collezione di inestimabili pietre preziose, cammei antichi e pietre dure lavorate, una delle collezioni più amate dai Medici, i quali spesso facevano incidere le proprie iniziali sui pezzi più pregiati: oggi sono esposte in diverse sedi, al Museo degli Argenti, al Museo archeologico nazionale fiorentino e al Museo di Mineralogia e Litologia.

### Sale del Rinascimento fuori Firenze
Il resto del braccio est (sale 19-23) è dedicato a varie scuole rinascimentali italiane e straniere: in queste sale si coglie appieno lo spirito didattico degli Uffizi, sviluppatosi nel XVIII secolo tramite scambi e specifici accrescimenti, a rappresentare lo sviluppo della pittura in tutti i suoi filoni più importanti.
La sala 19, già Armeria, ha una volta originale che andò distrutta e venne ridipinta nel 1665 con le Allegorie di Firenze e della Toscana, trionfi, battaglie e stemmi medicei da Agnolo Gori. La sala chiarisce la pittura umbra e toscana con capolavori di artisti già incontrati nella sala di Leonardo: Luca Signorelli, Pietro Perugino, Lorenzo di Credi e di Piero di Cosimo. Quest'ultimo artista, celebre per il tono magico e fantasioso delle sue opere a soggetto mitologico, è qui rappresentato dal suo capolavoro Perseo libera Andromeda. Chiudono la sala dipinti di scuola emiliana, forlivese e marchigiana.
La sala 20 (di Dürer) è di per sé unica in Italia, ospitando ben cinque opere del maestro indiscusso del Rinascimento tedesco, Albrecht Dürer, compresa l'Adorazione dei Magi del 1504, che mostra i debiti verso la pittura italiana nell'uso della prospettiva e del colore. Anche Lukas Cranach è rappresentato da varie opere, tra cui i grandi pannelli di Adamo ed Eva (1528). Albrecht Altdorfer e Hans Holbein il Giovane sono invece presenti in sala 22. Il soffitto della sala 20 presenta una decorazione ad affresco con grottesche originali del Cinquecento, mentre le vedute di Firenze vennero aggiunte in seguito nel Settecento; curiosa è la veduta della basilica di Santa Croce senza la facciata ottocentesca.
La sala 21, affrescata nella volta da Ludovico Buti con battaglie e grottesche (interessanti le figure di "indiani" e animali del Nuovo Mondo), è dedicata alla pittura veneta. Se le opere di Giorgione e di Vittore Carpaccio non sono unanimemente giudicate autografe dalla critica, di Giovanni Bellini è presente il capolavoro dell'Allegoria sacra, dal significato criptico non ancora pienamente interpretato. Qui si trova anche l'unico rappresentante della pittura ferrarese del Quattrocento in galleria, Cosmè Tura e il suo San Domenico (1475 circa).
Anche la sala 22 (dei fiamminghi e tedeschi del Rinascimento) è di per sé un unicuum nel panorama museuale nazionale, con esempi che testimoniano la prolifica stagione di scambi tra Firenze e le Fiandre nel XV secolo, come i Ritratti di Benedetto e Folco Portinari di Hans Memling (1490 circa) o i Ritratti di Pierantonio Baroncelli e di sua moglie Maria Bonciani, di un maestro anonimo fiammingo (1490 circa). Non a caso qui si trovano anche opere del pittore italiano più "fiammingo", Antonello da Messina (San Giovanni Evangelista e Madonna col Bambino e angeli reggicorona, 1470-1475 circa). Il soffitto è decorato da Ludovico Buti (1588), con vivaci scene di battaglie.
La sala 23 infine è dedicata ai maestri del nord-Italia Mantegna e Correggio. Del primo sono tre opere tra cui il trittico proveniente dal Palazzo Ducale di Mantova (1460), in cui si legge la sua straordinaria capacità di rievocare lo sfarzo del mondo antico. Di Correggio sono documentate varie fasi con la Madonna col Bambino tra due angeli musicanti (opera della giovinezza), l'Adorazione del Bambino (1530 circa) e il Riposo dalla fuga in Egitto con san Francesco (1517 circa), opere di grande originalità stupefacentemente anticipatrice della pittura seicentesca. Chiudono la sala una serie di dipinti di scuola lombarda, soprattutto legati ai leonardeschi. Anche questa sala faceva parte dell'armeria, come ricorda il soffitto affrescato da Ludovico Buti con officine per la produzione di armi, polvere da sparo e modelli di fortezze (1588).
La sala 24 è il Gabinetto delle miniature, a pianta ellissoidale, visibile solo affacciandosi dall'esterno, che ospita la collezione di circa 400 miniature dei Medici, di varie epoche e scuole e raffiguranti soprattutto ritratti. Venne decorata all'epoca di Ferdinando I, che qui aveva fatto collocare la collezione di pietre e cammei portata in dote dalla moglie Cristina di Lorena. Nel tempo ha ospitato varie collezioni (bronzetti, oreficerie, oggetti dal Messico, gemme...) che oggi si trovano altrove, soprattutto al Museo degli argenti. L'aspetto odierno è il risultato degli interventi settecenteschi di Zanobi del Rosso, che su incarico del Granduca Pietro Leopoldo ricavò la forma ovale e ricreò la decorazione (1782).

### Corridoio sull'Arno e Corridoio ovest
Il Corridoio sull'Arno, spettacolare per le vedute sul Ponte Vecchio, sul fiume e sulle colline a sud di Firenze, ospita da secoli le opere migliori della statuaria antica, per via della spettacolarità dell'ambientazione e per la massima luminosità (infatti affaccia a sud). Gli affreschi dei soffitti sono a tema religioso, eseguiti tra il 1696 e il 1699 da Giuseppe Nicola Nasini e Giuseppe Tonelli, per iniziativa del "cattolicissimo" granduca Cosimo III, a parte le prime due campate che sono cinquecentesche: una con un finto pergolato e una con le grottesche. Tra le statue esposte si trovano un Amore e Psiche, copia romana di un originale ellenistico, e il cosiddetto Alessandro morente, una testa ellenistica derivata da un originale di Pergamo, modello spesso citato di espressione patetica. Agli incroci coi corridoi principali si trovano due statue del tipo Olympia, derivate dalla Venere seduta di Fidia, una del IV secolo e una del I secolo con la testa rifatta in epoca moderna.
Sul lato verso l'Arno sono posti la Fanciulla seduta pronta alla danza (II secolo a.C., facente parte di un gruppo col Satiro danzante del quale esiste una copia davanti all'ingresso della Tribuna) e un Marte in marmo nero (da un originale del V-IV secolo a.C.). Sul lato opposto si trovano un frammento di Lupa in porfido, copia da un originale del V secolo a.C. e un Dioniso e satiro, col solo busto antico, mentre il resto venne aggiunto da Giovan Battista Caccini nel tardo Cinquecento.
Nel corridoio ovest, usato come galleria a partire dalla seconda metà del XVII secolo dopo aver ospitato le officine artigiane, continua la serie di statue classiche di provenienza soprattutto romana, in larga parte acquistate al tempo di Cosimo III sul mercato antiquario romano. Fra le opere più interessanti le due statue di Marsia (bianco e rosso), poste una di fronte all'altra e copie romane di un originale tardo ellenistico: quello rosso appartenne a Cosimo il Vecchio e la testa venne integrata, secondo Vasari, da Donatello. Più avanti si trova una copia del Discobolo di Mirone, col braccio destro restaurato come se si coprisse il volto (a lungo venne per questo aggregata al gruppo di Niobe). Il Mercurio è un pregevole nudo derivato da Prassitele restaurato nel Cinquecento. A sinistra del vestibolo d'uscita si trova un busto di Caracalla, con l'espressione energica che ispirò i ritratti di Cosimo I de' Medici. Alla parete opposta si trovano una Musa del IV secolo a.C. di Atticiano di Afrodisia e un Apollo con la cetra, busto antico elaborato dal Caccini. La Venere celeste è un altro busto antico integrato nel Seicento da Alessandro Algardi: per questo quando vennero ritrovate le braccia originali non vennero reintegrate. La Nereide sull'Ippocampo deriva da un originale ellenistico. Notevole è il realismo ritrattistico del Busto di Fanciullo, detto anche del Nerone bambino.
In fondo al corridoio si trova il Laocoonte copiato da Baccio Bandinelli per Cosimo I de' Medici su richiesta del cardinale Giulio de' Medici, con integrazioni del Bandinelli stesso desunte dal racconto virgiliano. Si tratta dell'unica statua interamente moderna dei corridoi, che permette il confronto, un tempo così caro ai Medici, tra maestri moderni e antichi.
La decorazione del soffitto avvenne tra il 1658 e il 1679 su iniziativa di Ferdinando II de' Medici, con soggetti legati a uomini illustri fiorentini, quali esempi di virtù, e le personificazioni delle città del Granducato di Toscana. I pittori che parteciparono all'opera furono Cosimo Ulivelli, Angelo Gori, Jacopo Chiavistelli e altri. Quando le ultime dodici campate andarono perdute in un incendio nel 1762, gli affreschi vennero reintegrati da Giuseppe del Moro, Giuliano Traballesi e Giuseppe Terreni.

### Sale del Cinquecento
Le sale dalla 25 alla 34 ospitano i capolavori del XVI secolo. Si inizia con la sala 25 di Michelangelo e dei fiorentini, col capolavoro assoluto del Tondo Doni di Michelangelo, altamente innovativo sia per la composizione che per l'uso dei colori (1504), contornato da opere fiorentine della scuola di San Marco (Fra' Bartolomeo, Mariotto Albertinelli), dalla monumentalità calma e posata che ispirarono lo stesso Buonarroti e Raffaello.
Le sale 26 e 27, rispettivamente dedicate già a Raffaello/Andrea del Sarto e a Pontormo/Rosso Fiorentino sono i riallestimenti dopo che le loro opere sono state trasferite nei locali più ampi al primo piano ("sale rosse").
La sala 28 ospita i capolavori di scuola veneziana di Tiziano e Sebastiano del Piombo. Al primo sono riferiti una serie di ritratti e di nudi, tra cui le celeberrime Flora e la Venere di Urbino, opere dalla sensualità raffinata ed enigmatica.
Nelle sale 29 e 30 si trovano capolavori di pittori emiliani, tra cui Dosso Dossi, Amico Aspertini, Ludovico Mazzolino, il Garofalo e, soprattutto, Parmigianino, la cui Madonna dal collo lungo mostra con virtuosismo il superamento dei canoni estetici del Rinascimento in favore di qualcosa di più eccentrico e innaturale, dall'ambiguità complessa e sicuramente voluta, oltre che sinuosamente bella.
Le sale 31 e 32 sono di nuovo legate a pittori veneti, in particolare Veronese, Tintoretto, i Bassano, Paris Bordon e altri. Per la forma stretta e spezzata, la sala 33 è stata allestita come "Corridoio del Cinquecento", dedicato alle opere di formato medio-piccolo che mostrano la varietà di proposte figurative elaborate nel secolo: si va dalle composizioni affollate e minutamente capziose degli artisti che parteciparono alla decorazione dello studiolo di Francesco I in palazzo Vecchio, alle raffinatezze erotiche della scuola di Fontainebleau, dai ritratti ufficiali e alle opere semplificate secondo i dettami della Controriforma.
Chiude il percorso la sala 34, dei Lombardi, in cui trovano rappresentanza i maggiori artisti attivi in regione in tutto l'arco del XVI secolo. Tra questi spiccano Lorenzo Lotto, anello di congiunzione tra la cultura veneta e quella lombarda (Ritratto di giovinetto, Susanna e i vecchioni, Sacra Famiglia e santi), il bresciano Giovanni Girolamo Savoldo, straordinario creatore di effetti materici, e il bergamasco Giovan Battista Moroni, insuperato ritrattista.
Tra la sala 34 e la sala 35 si trova l'accesso per il Corridoio vasariano.

### Sale del corridoio ovest
Il corridoio ovest ospita altre sale che vi si affacciano direttamente. Queste sale, dopo l'apertura delle nuove sale al piano terra, sono quasi tutte in riallestimento. La sala della Niobe è rimasta chiusa dalla primavera del 2011 al 21 dicembre 2012 per lavori di restauro.
La sala 35 è dedicata a Federico Barocci e alla Controriforma in Toscana, con numerosi esempi dei principali esponenti dell'epoca. Del Barocci spicca la grande pala della Madonna del popolo.
La sala 40 era anticamente il vestibolo di uscita del museo. Vi si trovano vari esempi di statuaria classica e alcuni dipinti, tra cui uno stendardo a due facce del Sodoma. La sala 41 era già dedicata a Rubens e oggi è utilizzata come deposito. La grandiosa sala 42 venne realizzata dall'architetto Gaspare Maria Paoletti a fine del Settecento per ospitare le numerose statue del Gruppo dei Niobìdi, una serie di statue romane copia di originali ellenistici portate in quegli anni a Firenze. Il mito di Niobe e dei suoi figli è legato all'amore materno, che portò la sventurata donna a vantarsi tanto della sua prole (sette maschi e sette femmine) da paragonarsi a Latona, madre di Apollo e Artemide, suscitando così l'ira degli dei che si vendicarono uccidendo i fanciulli uno ad uno. Le sculture vennero alla luce a Roma nel 1583 e fecero parte del corredo decorativo di Villa Medici (acquistate dal cardinale Ferdinando), dalla quale furono trasferite a Firenze nel 1781, dove vennero esposte direttamente in questa sala. Delle enormi tele alle pareti due sono di Rubens (facenti parte dell'incompiuto ciclo di Enrico IV di Francia), una di Giusto Sustermans e una di Giuseppe Grisoni.
La sala 43, già del Seicento italiano ed europeo, ospita oggi solo un selezionatissimo nucleo di opere italiane, dopo che gli stranieri sono stati spostati nelle "sale blu" al primo piano. Sono rappresentati Annibale Carracci, Domenichino, Guercino, Mattia Preti, Bernardo Strozzi e altri.
La sala 44 (Rembrandt e i fiamminghi) è in riallestimento, mentre la 45 (del Settecento) è stata integrata con altre opere italiane dopo che quelle straniere sono state spostate al primo piano. Vi spiccano i lavori di Canaletto, Giambattista Tiepolo, Francesco Guardi, Alessandro Magnasco e Rosalba Carriera. Importante per dimensioni e qualità è la tela di Amore e Psiche di Giuseppe Maria Crespi.
L'ambiente attiguo è quello del bar, dal quale si accede alla terrazza sopra la Loggia dei Lanzi, ottimo punto di osservazione per Piazza della Signoria, Palazzo Vecchio e la Cupola del Brunelleschi. La piccola fontana della terrazza contiene una copia del Nano Morgante a cavallo di una lumaca, di Giambologna, oggi al Bargello ma originariamente creata per questo sito. Dal bar si accede anche al nuovo scalone, inaugurato nel dicembre 2011, che conduce alle sale al primo piano.

### Sale blu
Inaugurate nel dicembre 2011, le dieci sale blu al primo piano (46-55) sono state dedicate ai pittori stranieri del Seicento e del Settecento. Attingendo dalle sale al primo piano, e soprattutto, dai depositi, si è potuto sviluppare compiutamente la presenza di pittori spagnoli, francesi, olandesi e fiamminghi nelle collezioni medicee, permettendo anche di tracciare le differenti scuole, in particolare nei Paesi Bassi. La sala 46 è dedicata agli spagnoli (Velázquez, El Greco, Goya, Ribera), la 48 e la 51 ai francesi (Le Brun, Vouet, Boucher, Chardin), la 47 alla scuola di Leida, la 49 ad Amsterdam (Rembrandt), la 50 all'Aia, la 52 e la 55 ai Paesi Bassi del sud (Jan Brueghel il Vecchio, Teniers, Brill, Rubens e van Dyck), la 53 a Delft e Rotterdam, la 54 a Haarlem e Utrecht.

### Sale rosse
Nove sale "rosse", dalla 56 alla 61 e dalla 64 alla 66, sono state allestite nel giugno 2012, con opere del manierismo fiorentino, in particolare curandone i rapporti con l'antico. La sala 56 ospita infatti il meglio della scultura ellenistica della galleria, tra cui un Niobide, il Torso Gaddi e una Venere accovacciata. Il rapporto con la statuaria è meglio chiarito dalla sala successiva, in cui tre rari monocromi di Andrea del Sarto, eseguiti per il carnevale del 1513, sono messi in relazione con il fronte di sarcofago con raffigurazione di tiaso marino (190 circa).
Seguono le sale di Andrea del Sarto (58) con la celebre Madonna delle Arpie e degli artisti della sua cerchia (59), quelle di Rosso Fiorentino (60), di Pontormo (61), e due sale dedicate a Agnolo Bronzino (64 e 65), legate rispettivamente alla produzione sacra e al rapporto con i Medici, con i famosi ritratti di famiglia tra cui quello di Eleonora di Toledo col figlio Giovanni.
Chiude la serie una sala dedicata a Raffaello (66). Sono qui opere della fase umbra/fiorentina (i Ritratti dei duchi di Urbino Elisabetta Gonzaga e Guidobaldo da Montefeltro, il Ritratto di giovane con mela), inclusa la famosa Madonna del Cardellino, armonica sintesi di diverse esperienze pittoriche (Perugino, Leonardo da Vinci, Fra Bartolomeo...). Il periodo romano dell'arte di Raffaello, è caratterizzato da una maggiore monumentalità e un pieno possesso della tecnica del colore, qui ben rappresentato dal sommo Ritratto di Leone X con i cardinali Giulio de' Medici e Luigi de' Rossi.

### Sale Ademollo
Le sale 62 e 63 hanno ospitato tra il 2012 e il 2018 lavori di Alessandro Allori, di Giorgio Vasari e altri artisti operanti a Firenze nel secondo Cinquecento.

### Verone sull'Arno
Si giunge poi al Verone sull'Arno, con le grandi finestre che danno sul fiume e sul piazzale degli Uffizi. Qui si trovano tre sculture monumentali.
Il Vaso Medici (al centro), grande cratere neoattico tra i tesori arrivati al museo da Villa Medici, risale alla seconda metà del I secolo a.C. ed è straordinario per dimensioni e per qualità. Vi è raffigurata nella base una scena a bassorilievo con gli eroi Achei che consultano l'oracolo di Delfi prima della partenza per la guerra di Troia.
Il Marte Gradivo è di Bartolomeo Ammannati, con il Dio rappresentato come nell'atto di incitare un esercito standone a capo, mentre sul lato opposto si trova il Sileno con Bacco fanciullo di Jacopo del Duca, copia di una statua romana oggi al Louvre, da un originale bronzeo del IV secolo, forse di Lisippo: anche queste due statue erano a villa Medici e decoravano la loggia che dà sul giardino.

### Sale di Caravaggio e dei caravaggeschi
Le ultime sale del museo, nel braccio est a piano terra, ospitano opere di Caravaggio, dei caravaggeschi e di Guido Reni. Allestite nel 1993 e spostate più a nord negli anni duemila per lasciare maggior spazio alle esibizioni temporanee (le sale su questo lato si susseguono infatti pressoché identiche una dopo l'altra su tutto il lato del piazzale; poco più di metà sono attualmente valorizzate). Non avranno numero finché l'intero allestimento del primo piano non sarà completato.
Le opere di Caravaggio a Firenze non sono molte, ma rappresentano bene la fase giovanile del maestro, densa di celebri capolavori fin dalle prime produzioni artistiche. Spicca il Bacco, così disincantatamente realistico, e la Testa di Medusa, in realtà uno scudo ligneo per occasioni di rappresentanza, come i tornei. L'espressione di terrore di Medusa impressiona per la cruda violenza della rappresentazione. Opera più tipica dello stile maturo è il Sacrificio di Isacco, dove la violenza del gesto è miracolosamente sospesa.
Altre opere permettono un confronto immediato con opere di temi simili di seguaci del Caravaggio: Artemisia Gentileschi con la Giuditta decapita Oloferne (una delle poche donne artiste ad avere un posto importante nella storia dell'arte), Battistello Caracciolo, Bartolomeo Manfredi (sala apposita), l'olandese Gerard van Honthorst, italianizzato in Gherardo delle Notti (sala apposita), il Rustichino, lo Spadarino, Nicolas Regnier e Matthias Stomer.
L'ultima sala della galleria è dedicata a Guido Reni, caposcuola bolognese del Seicento. Fu un maestro del classicismo seicentesco, anche se l'opera del David con la testa di Golia si ricollega per lo sfondo scuro ai caravaggeschi delle sale precedenti. Più astrattamente idealizzato è l'Estasi di sant'Andrea Corsini, entrato in Galleria nel 2000, dalla luminosità sovrannaturale.

## Gabinetto dei disegni e delle stampe
Al primo piano della Galleria, presso i locali ricavati dall'ex Teatro Mediceo, ha sede la raccolta di arti grafiche, iniziata intorno alla metà del XVII secolo dal cardinale Leopoldo de' Medici e trasferita agli Uffizi nel 1700 circa. Dell'antico teatro resta oggi solo il prospetto all'altezza dello scalone, con un busto di Francesco I de' Medici di Giambologna (1586) sulla porta centrale; ai lati si trovano una Venere, copia romana di un originale del V secolo a.C., e una Statua femminile ellenistica.
La raccolta di disegni e stampe, tra le maggiori al mondo, comprende circa 150.000 opere, datate dalla fine del Trecento al XX secolo, fra le quali spiccano esempi di tutti i più grandi maestri toscani, da Leonardo a Michelangelo a molti altri, che permettono spesso di stabilire il percorso creativo di un'opera, attraverso i disegni preparatori, oppure a volte testimoniano, attraverso le copie antiche, opere ormai irrimediabilmente perdute, come gli affreschi della Battaglia di Anghiari di Leonardo da Vinci e della Battaglia di Càscina di Michelangelo, che un tempo dovevano decorare il Salone dei Cinquecento in Palazzo Vecchio. Vasari stesso collezionò i fogli e consacrò il disegno come "padre" delle arti e prerogativa dell'arte fiorentina. Nella piccola sala davanti allo scalone o nel vestibolo di accesso al Gabinetto si tengono periodicamente mostre temporanee, con materiale delle collezioni o nuove acquisizioni.

## Collezione Contini Bonacossi
Precedentemente posta nel braccio destro del loggiato, con l'entrata da via Lambertesca, ed ora sistemata nelle ex sale blu dell'ala di ponente, la straordinaria collezione raccolta nella prima metà del Novecento dai coniugi Contini Bonacossi è entrata nel normale percorso di visita del museo. Fu donata agli Uffizi negli anni settanta, venendo così a rappresentare il più importante accrescimento del museo relativo al secolo scorso. Della collezione fanno parte mobilio, maioliche antiche, terrecotte robbiane, e soprattutto una notevolissima serie di opere di scultura e pittura toscana, fra le quali spiccano una Maestà con i santi Francesco e Domenico della bottega di Cimabue, la Pala della Madonna della Neve del Sassetta (1432 circa), la Madonna di casa Pazzi di Andrea del Castagno (1445 circa), il San Girolamo di Giovanni Bellini (1479 circa), il marmo di Gian Lorenzo Bernini del Martirio di san Lorenzo (1616 circa), La Madonna col Bambino e otto santi del Bramantino (1520-1530) oppure il Torero di Francisco Goya (1800 circa).

## Ex-chiesa di San Pier Scheraggio
Della chiesa che sorgeva accanto a Palazzo Vecchio restano solo alcune arcate visibili da via della Ninna, e una navata che fa parte degli Uffizi, adiacente alla biglietteria usata nella seconda metà del Novecento.
La sala di San Pier Scheraggio viene usata per conferenze, per esposizioni temporanee o per esporre opere che non trovano spazio nel percorso espositivo per via della loro singolarità.
In passato ha ospitato una collezione di arazzi medicei, nonché gli affreschi staccati del ciclo degli uomini e donne illustri di Andrea del Castagno, provenienti dalla Villa Carducci-Pandolfini di Filippo Carducci a Legnaia, o l'affresco di Botticelli dell'Annunciazione del 1481, staccato dalla parete della loggia dell'ospedale di San Martino alla Scala a Firenze, oppure la grande tela della Battaglia di Ponte dell'Ammiraglio di Guttuso e Gli archeologi di Giorgio de Chirico.

## Sala delle Reali Poste
Era in quest'area (corrispondente al tratto tra via Lambertesca e la loggia de' Lanzi), in antico, lo stabilimento della Zecca fiorentina, la cui storia è strettamente legata al fiorino d'oro che qui si batteva. Venne inglobato nel progetto di Giorgio Vasari, in modo da presentarsi in assoluta continuità con gli Uffizi, non fosse per la parte basamentale, chiusa e non aperta a loggiato. Nel periodo di Firenze Capitale (1865-1871) si scelse di destinare questa porzione ad ospitare il nuovo ufficio postale cittadino (essendo venuto meno il precedente situato alla tettoia dei Pisani in piazza della Signoria dove ora sorge il palazzo delle Assicurazioni Generali), affidando il progetto all'architetto Mariano Falcini. Questi, tra il 1865 e il 1866, ricavò dal preesistente cortile delle carrozze un grande ambiente (ora pavimentato a marmi bianchi e rossi), coperto da un lucernario a padiglione sorretto da quattro esili colonne con struttura portante in ghisa e nobilitato da fregi e cornici in stucco alle pareti. Utilizzato come ufficio postale fino al 1917, l'ambiente conobbe successivamente un periodo di abbandono per essere poi individuato nel 1934 dal Soprintendente alle Gallerie Giovanni Poggi come sede di un moderno laboratorio di restauro, non più pensato come 'bottega d'arte', ma come centro scientifico e sperimentale di nuovi metodi, tecniche e materiali. Data diversa sede all'istituto, gli ambienti furono recuperati nella loro originaria configurazione con un intervento di restauro conclusosi nel 1988 con la direzione di Romeo Zigrossi (direttore dell'Ufficio tecnico della Soprintendenza), nell'ambito del quale fu realizzata la nuova pavimentazione in sostituzione della precedente in tessere vetrose, in pessimo stato di conservazione e comunque limitata alla parte centrale della sala. Da questa data lo spazio è stato utilizzato per l'allestimento di esposizioni temporanee legate all'attività della Galleria degli Uffizi. Nell'ambito del progetto dei Nuovi Uffizi si prevede di creare qui una zona di servizi per i visitatori, in particolare un ristorante della galleria. Per quanto riguarda il prospetto esterno (per la parte terrena) è evidente la volontà di Mariano Falcini di operare un intervento in senso neomedioevale, volto a ricollegarsi più alla vicina loggia de' Lanzi che non alla fabbrica vasariana. Il duplice accesso, oltre che dall'iscrizione che identifica le 'Reali Poste', è contrassegnato da quattro scudi con le armi dei quartieri storici di Firenze e, al centro, dallo scudo con lo stemma del Regno d'Italia (croce sabauda: di rosso alla croce d'argento).

## Statue nel portico

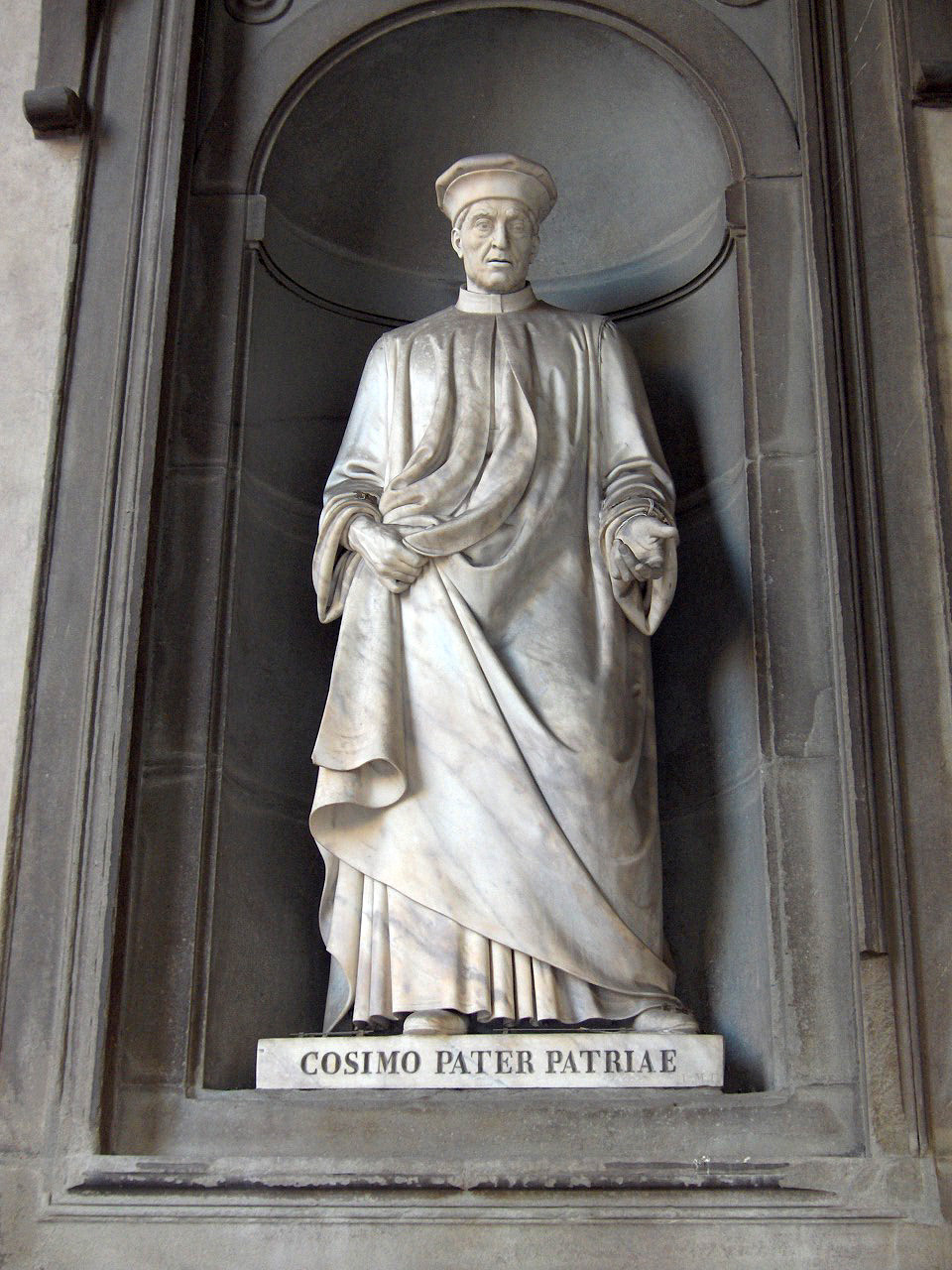
01. Cosimo de' Medici
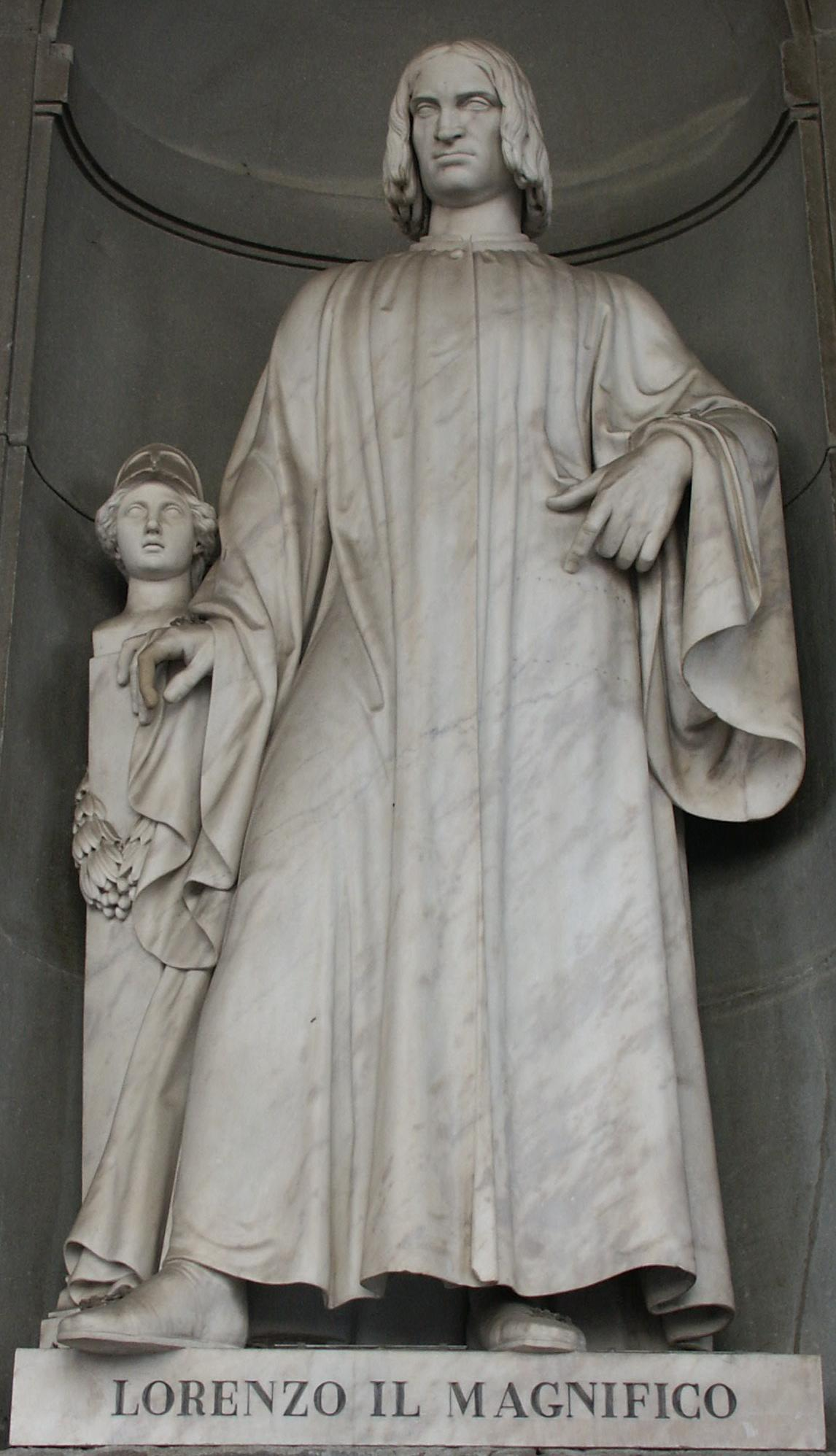
02. Lorenzo de' Medici
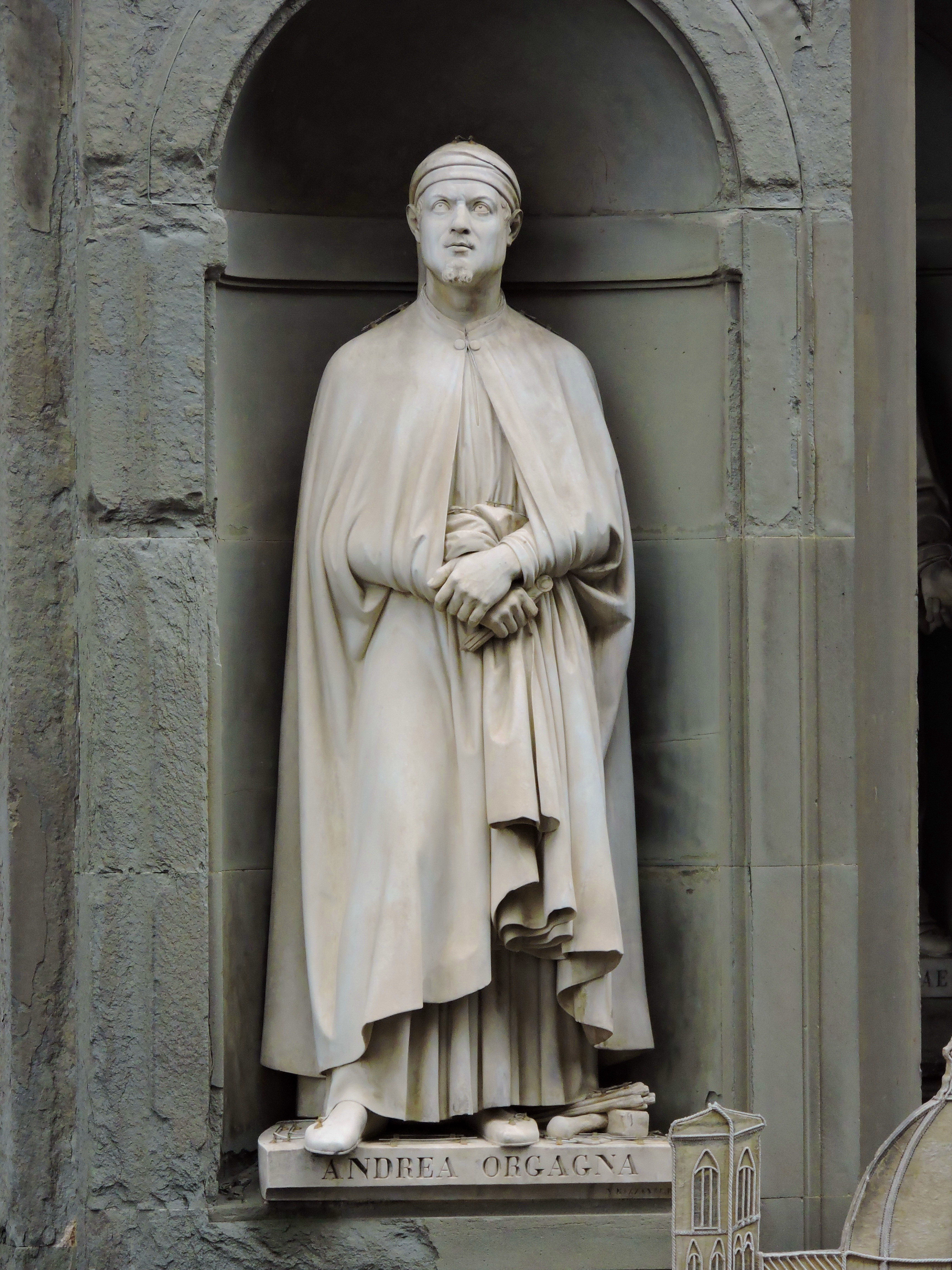
03. Andrea Orcagna
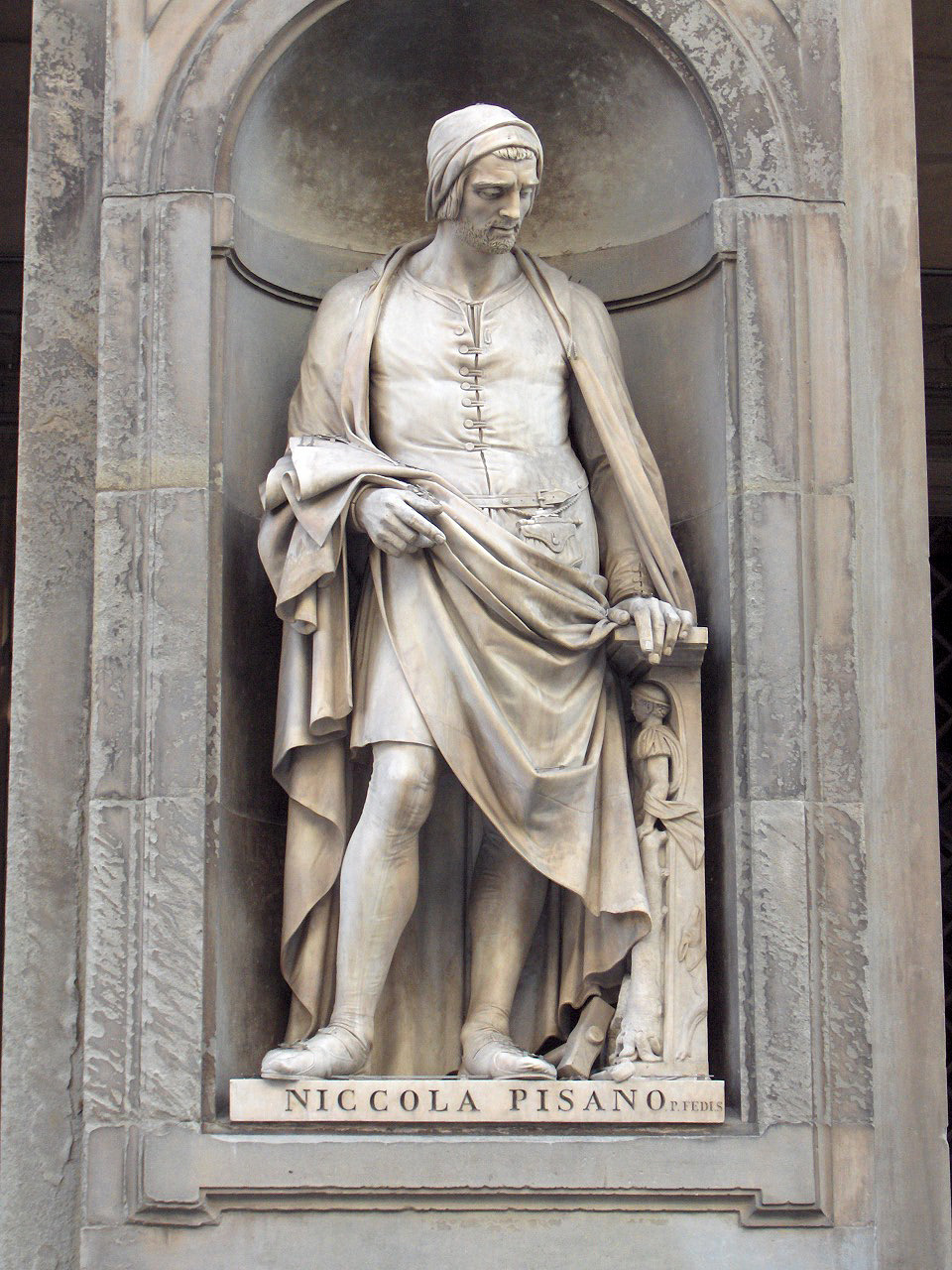
04. Nicola Pisano
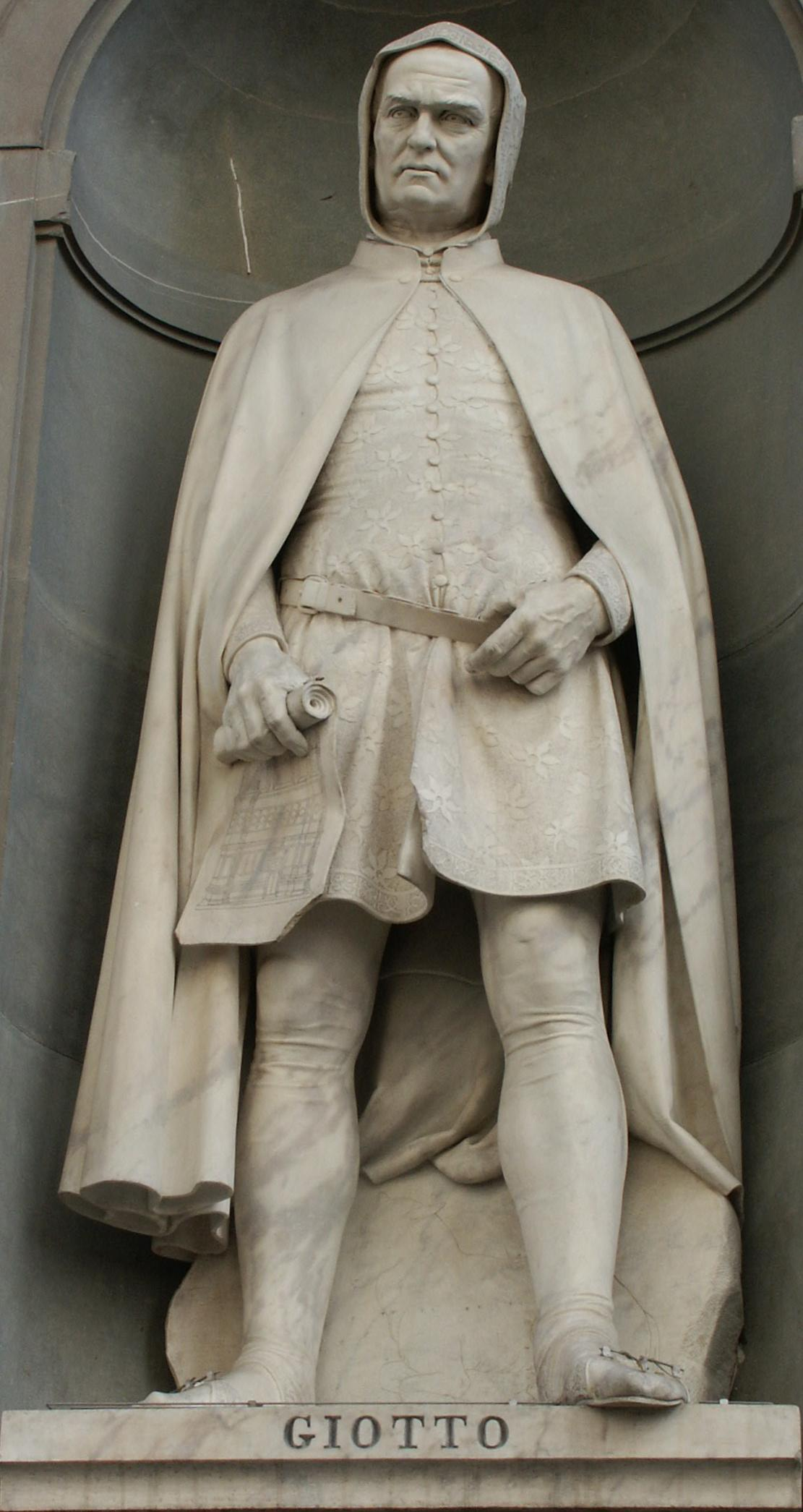
05. Giotto
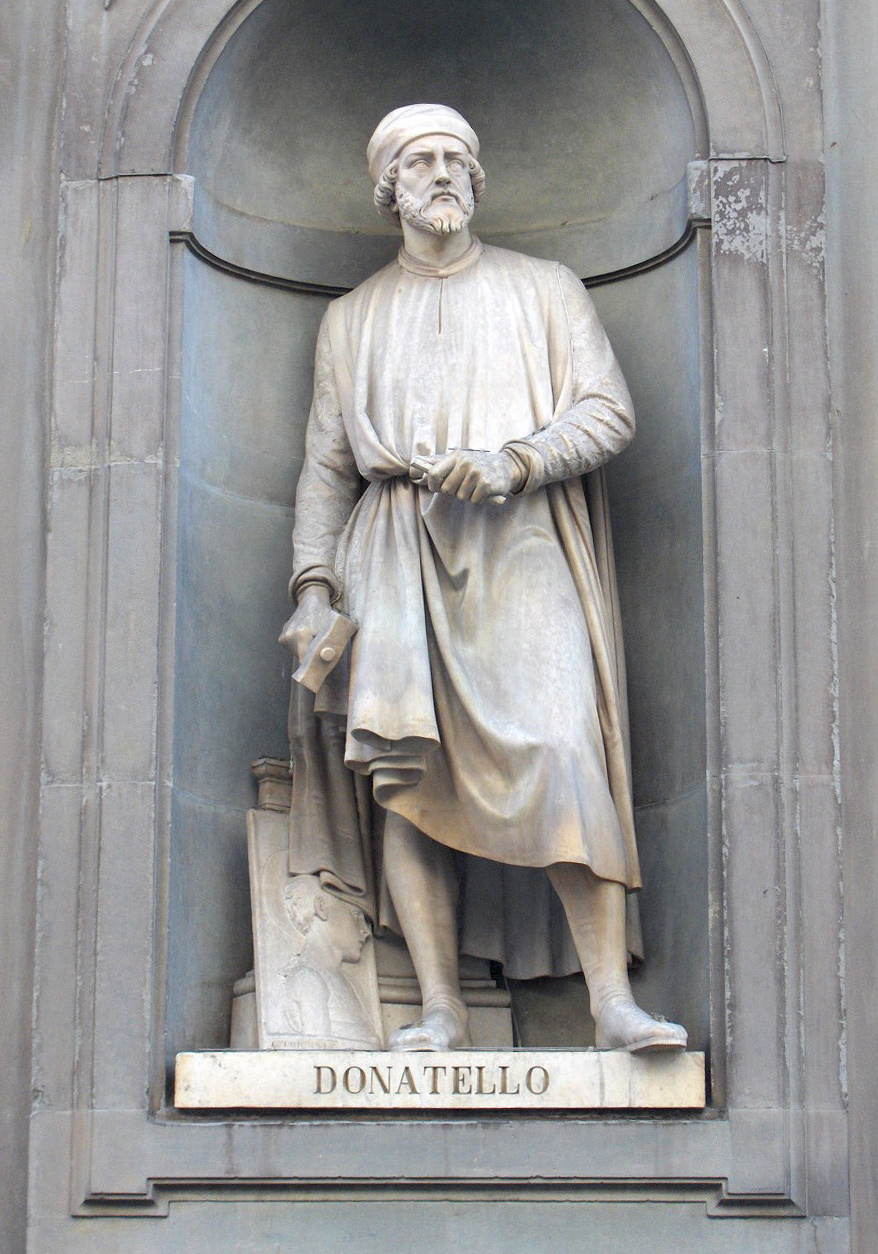
06. Donatello
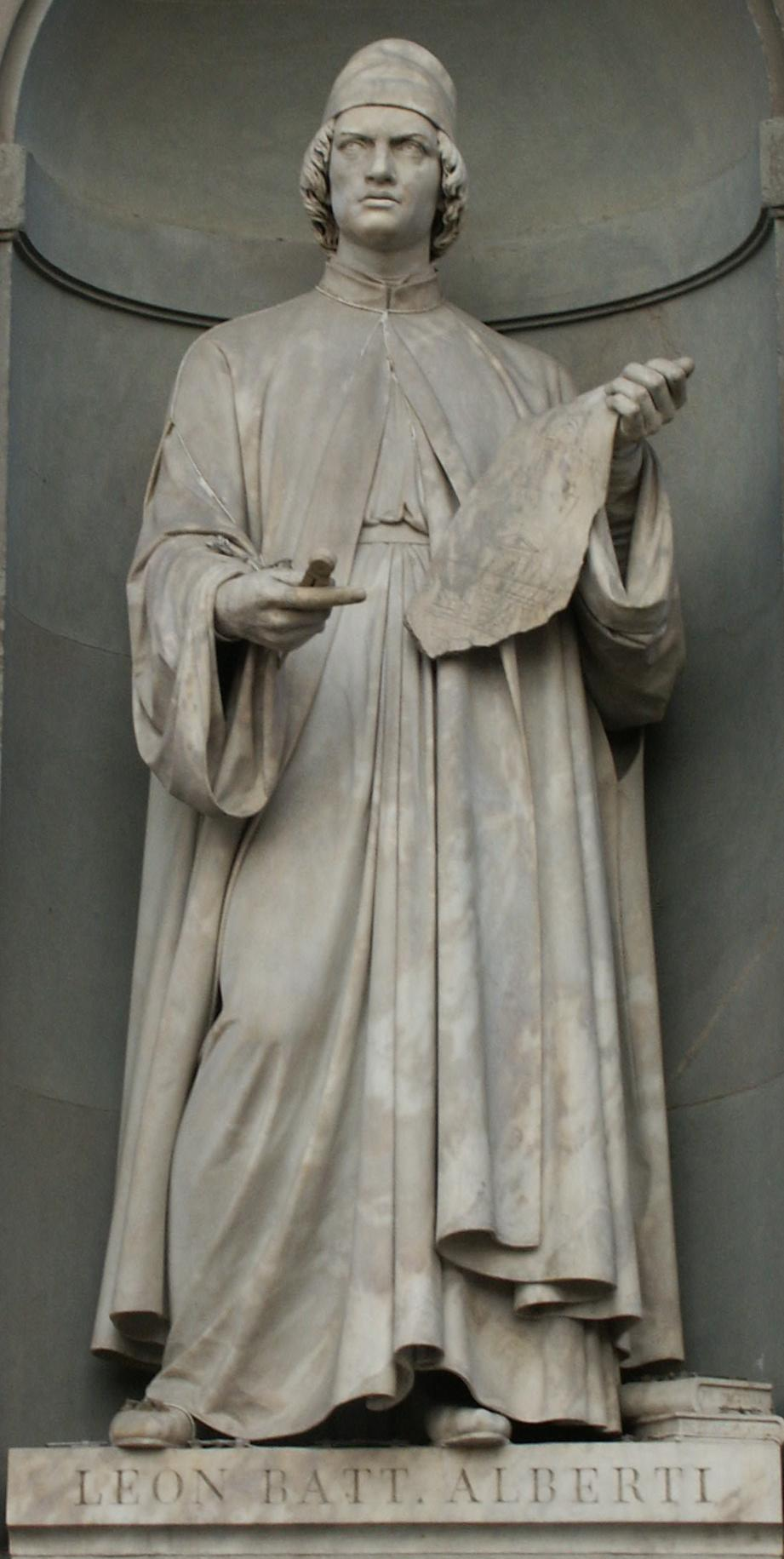
07. Leon Battista Alberti
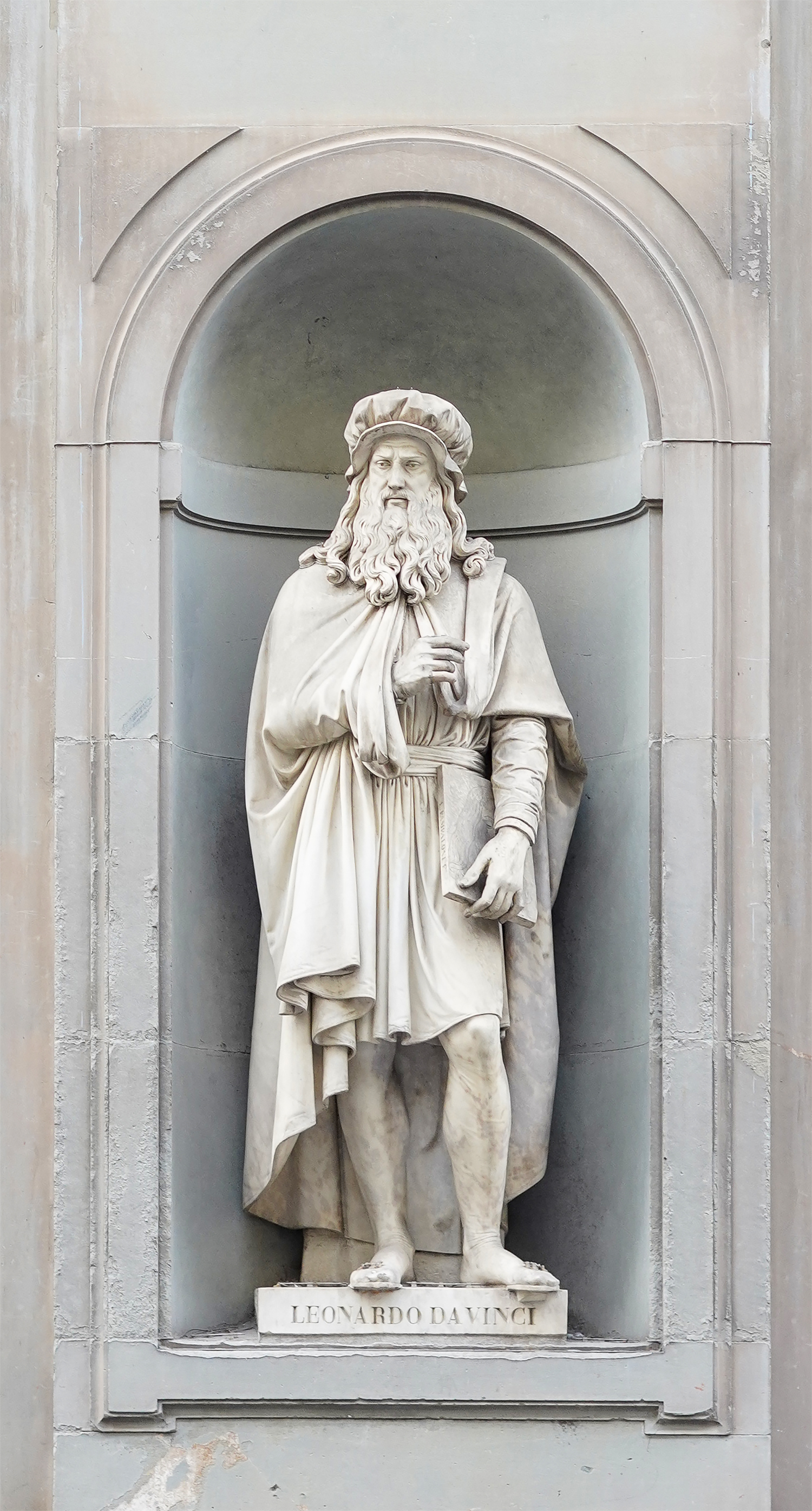
08. Leonardo da Vinci
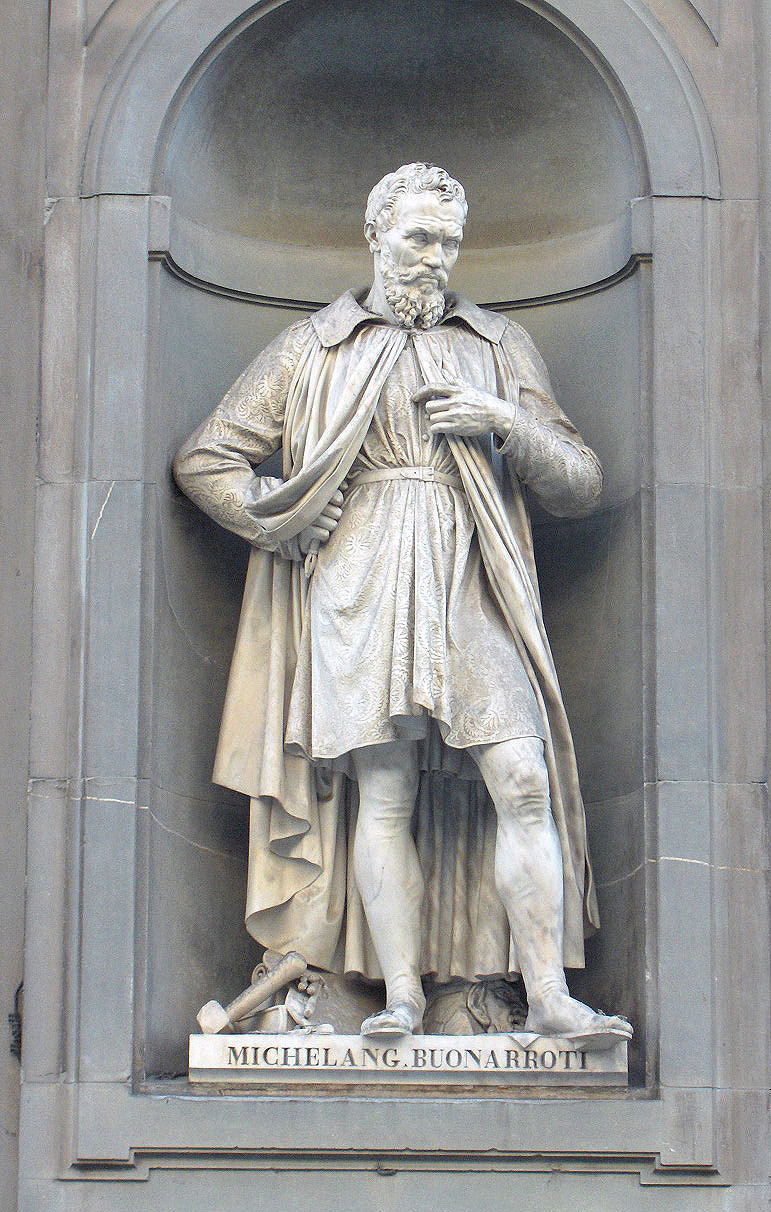
09. Michelangelo
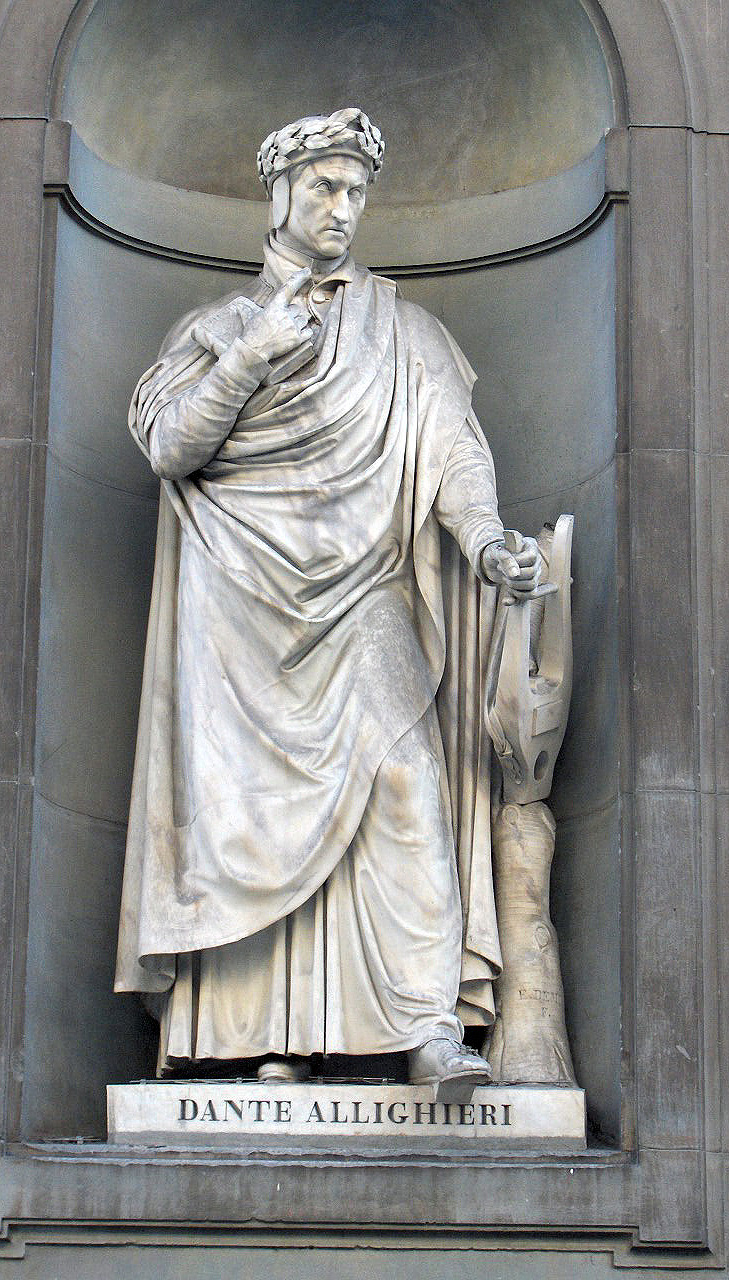
10. Dante Alighieri
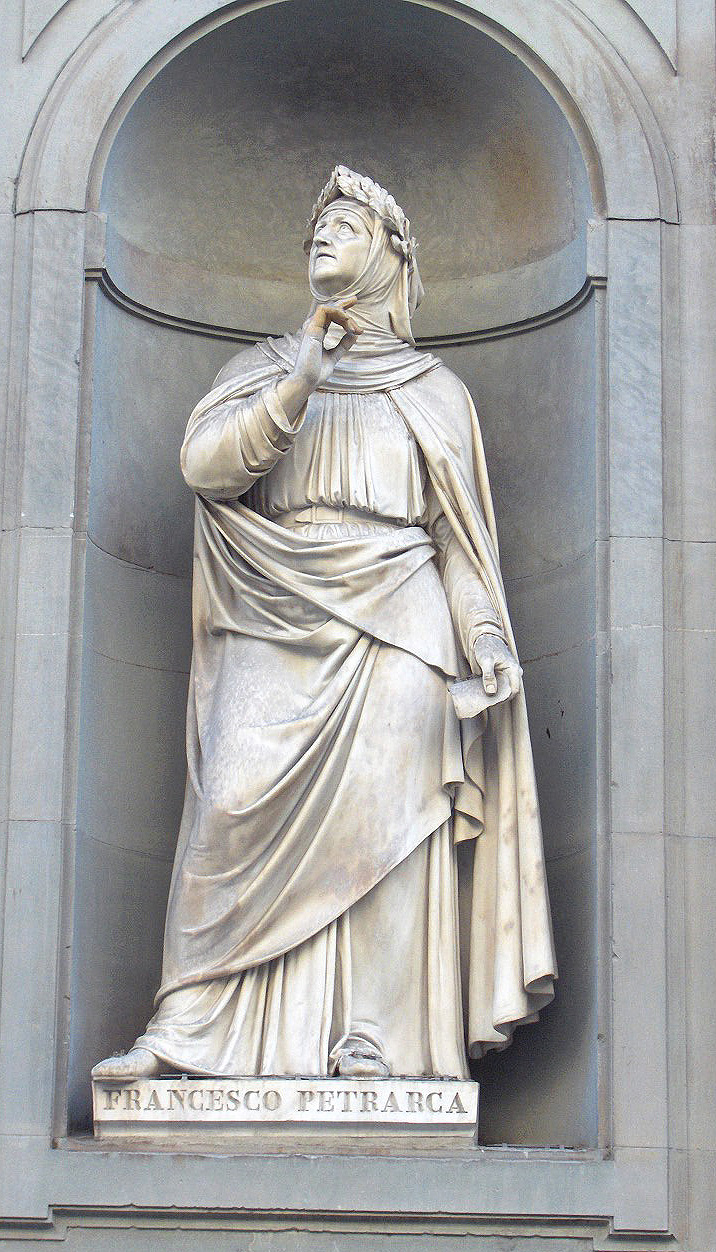
11. Francesco Petrarca
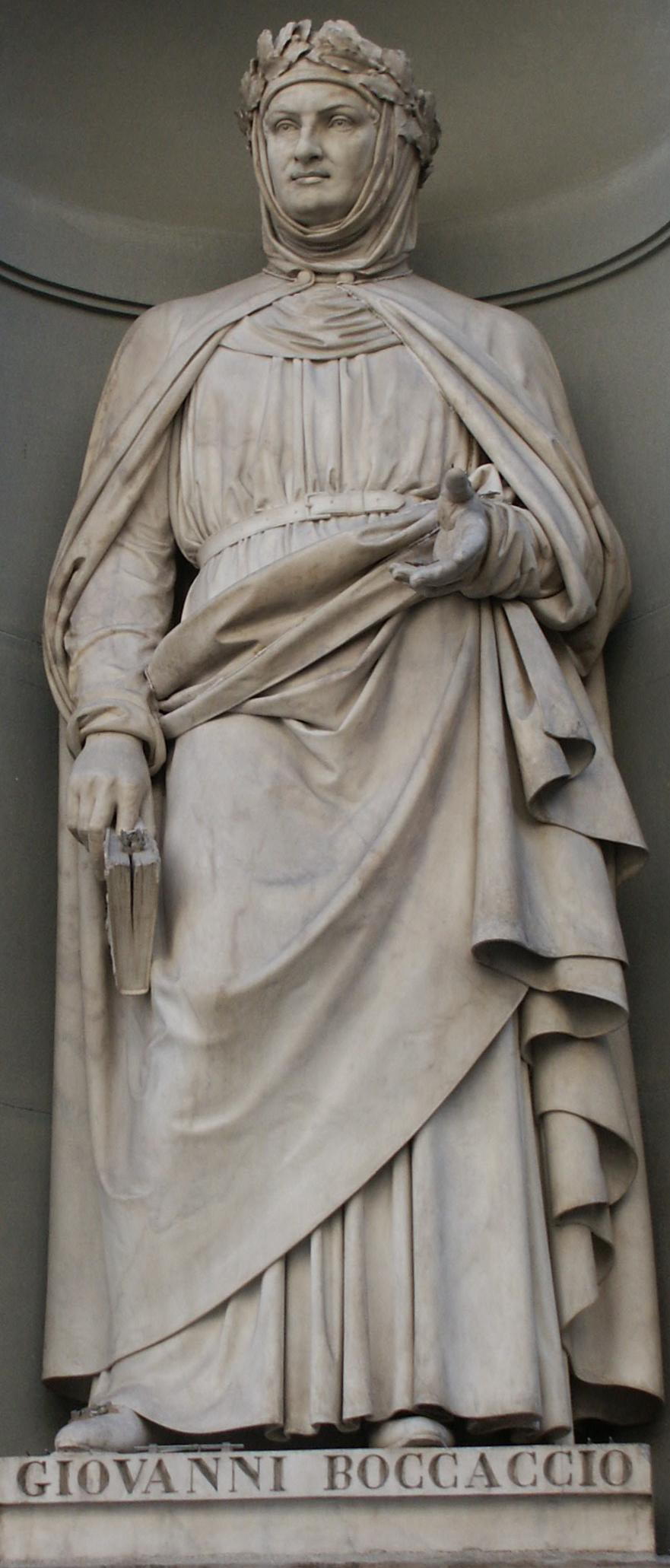
12. Giovanni Boccaccio
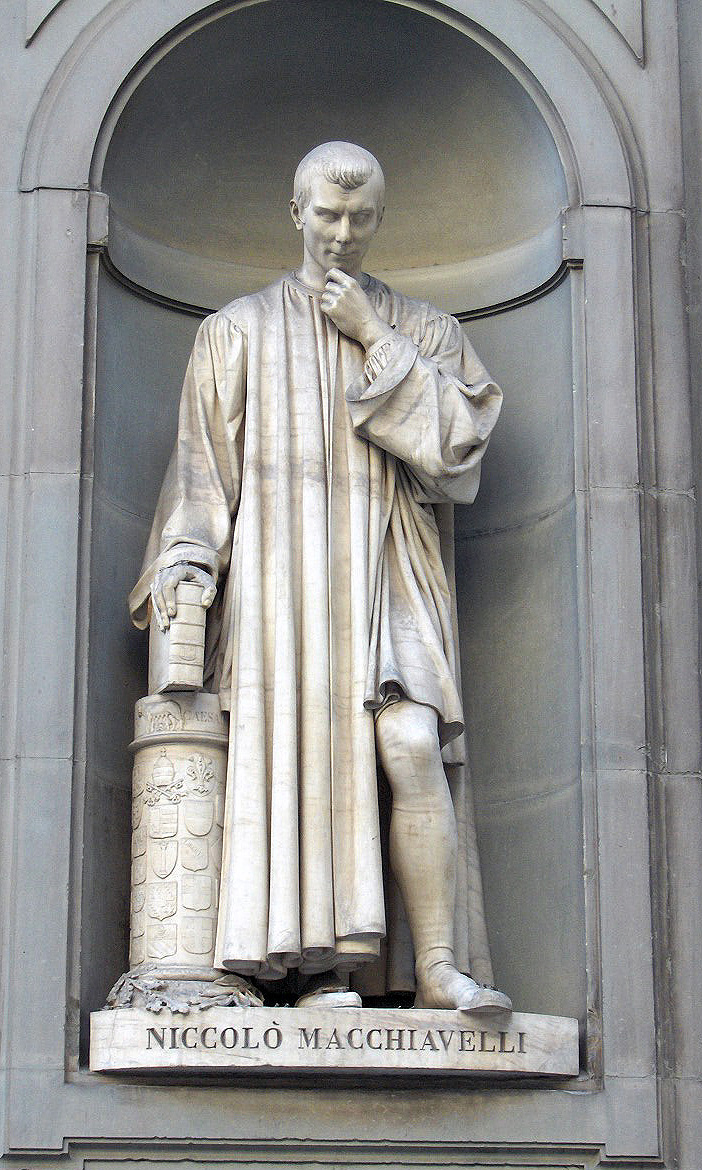
13. Niccolò Machiavelli
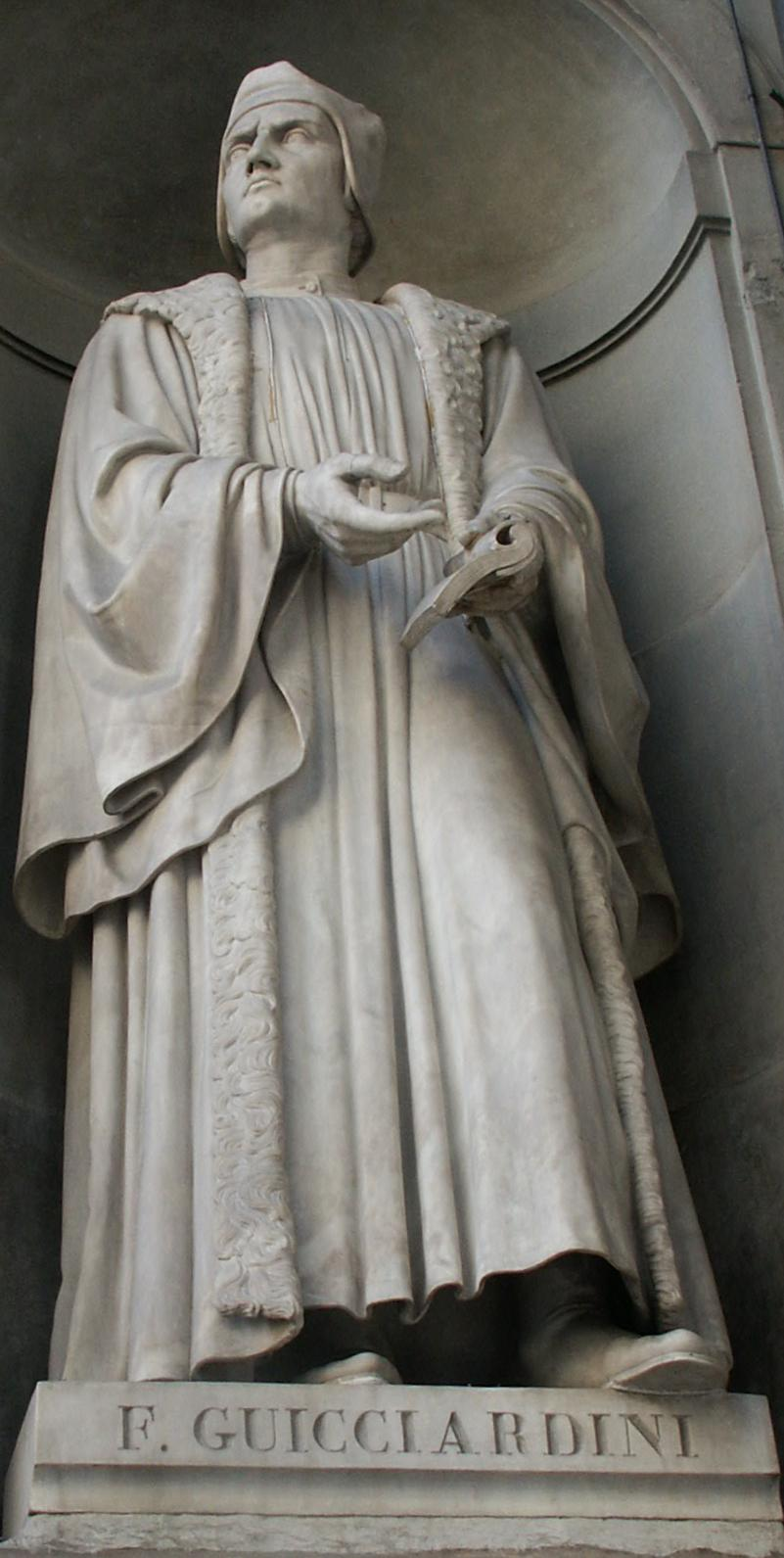
14. Francesco Guicciardini
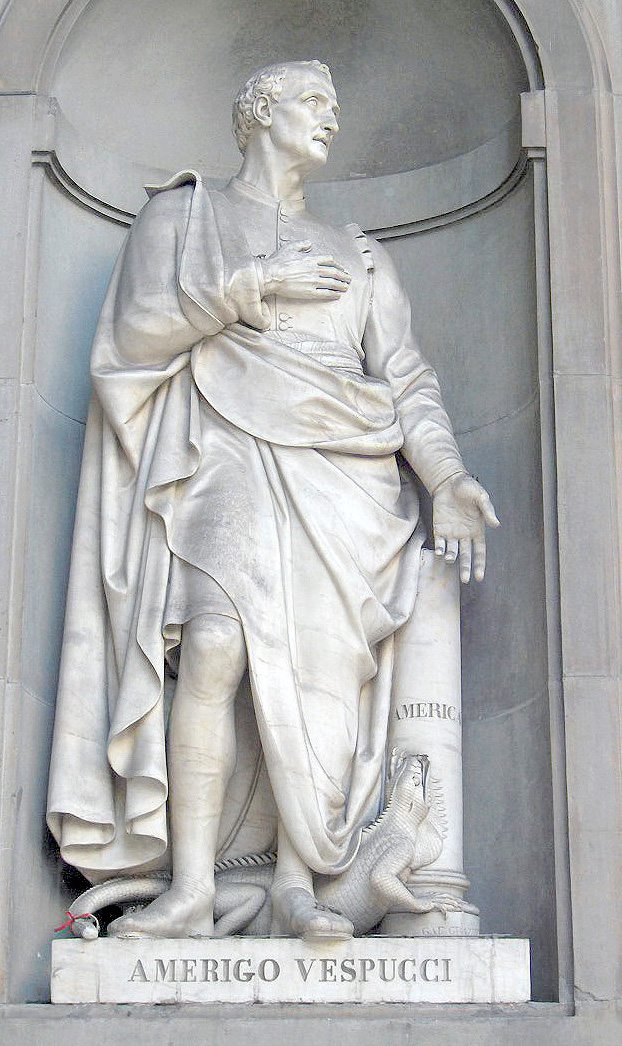
15. Amerigo Vespucci
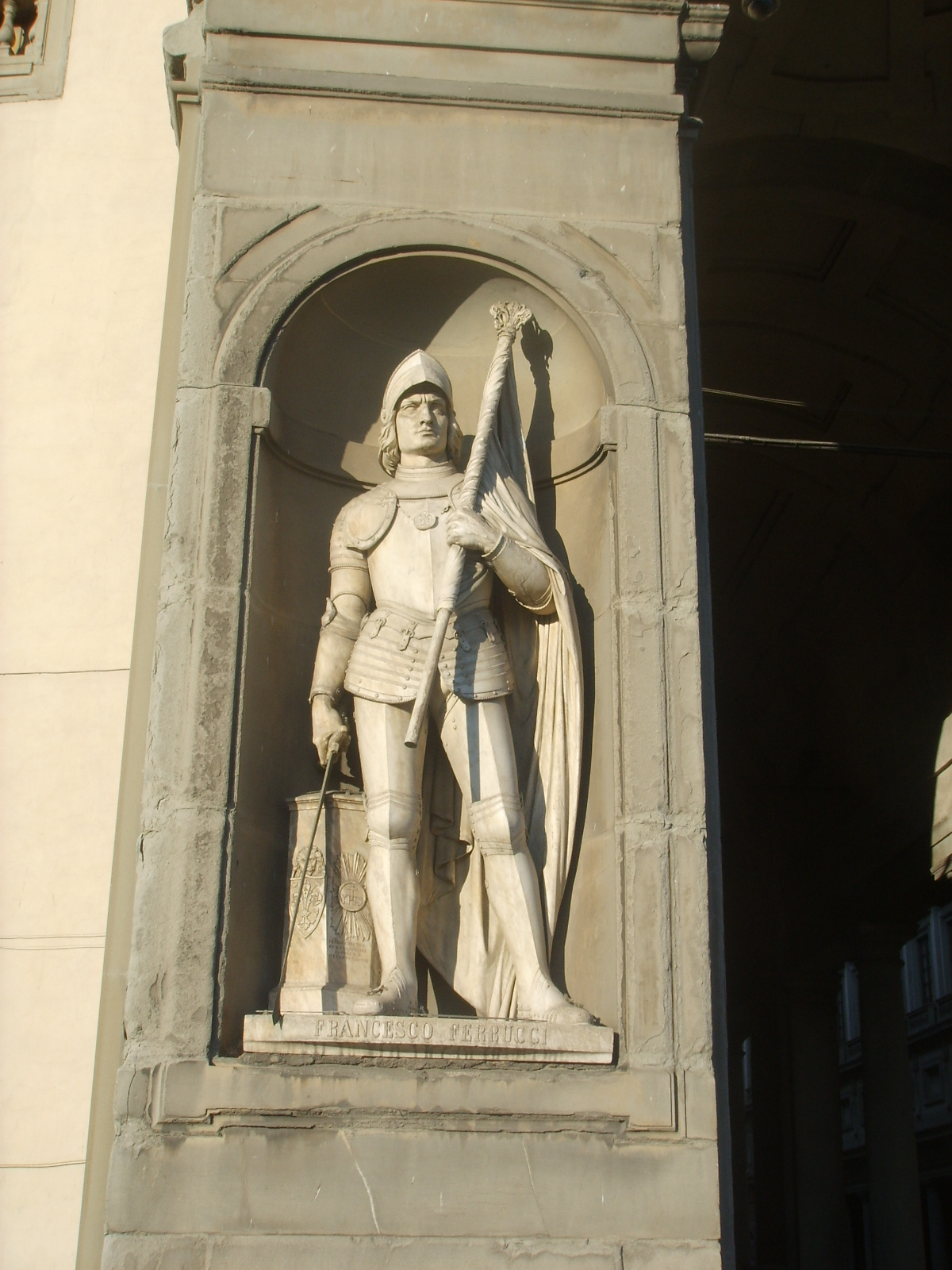
16. Francesco Ferrucci
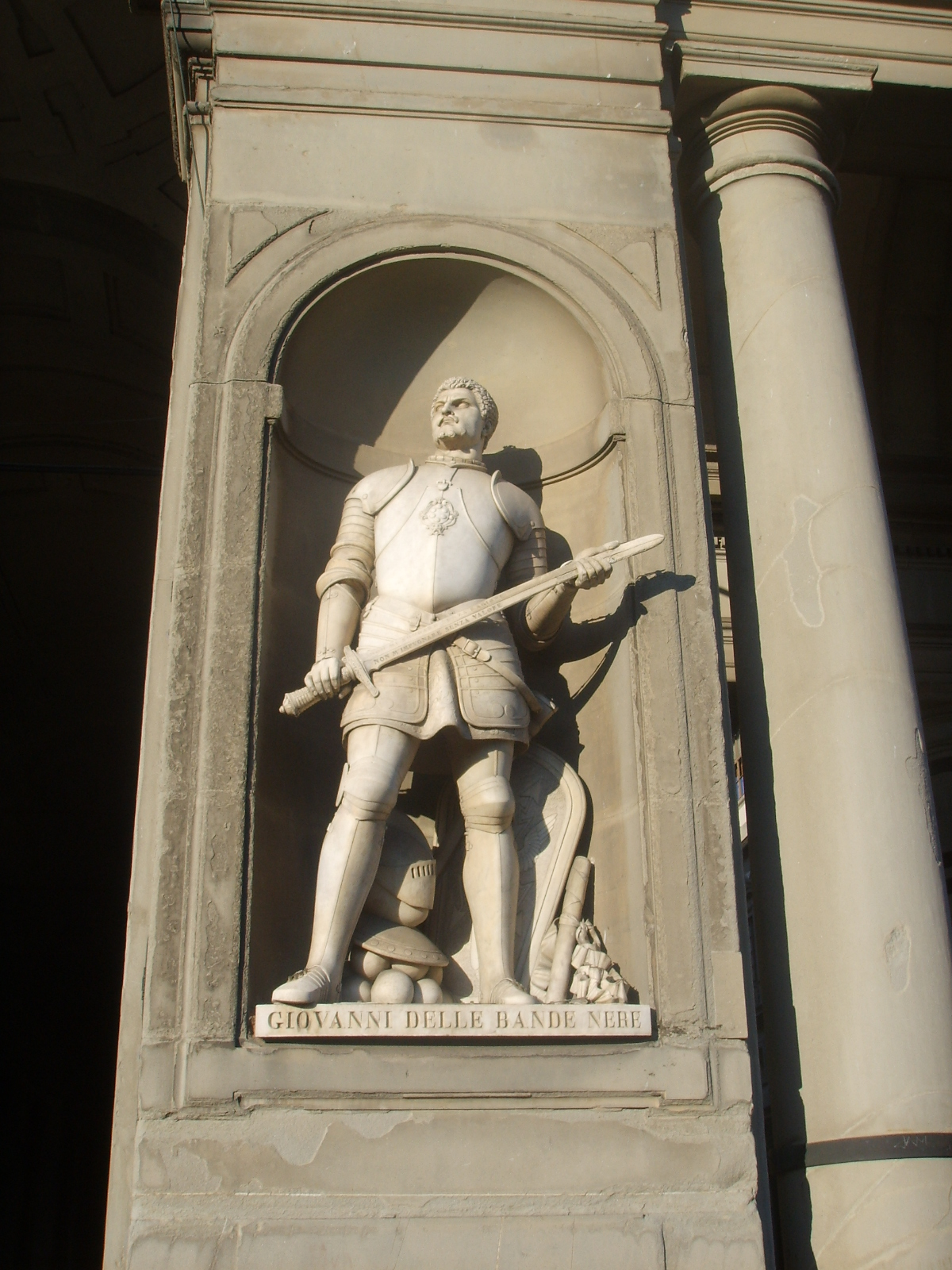
17. Giovanni delle Bande Nere
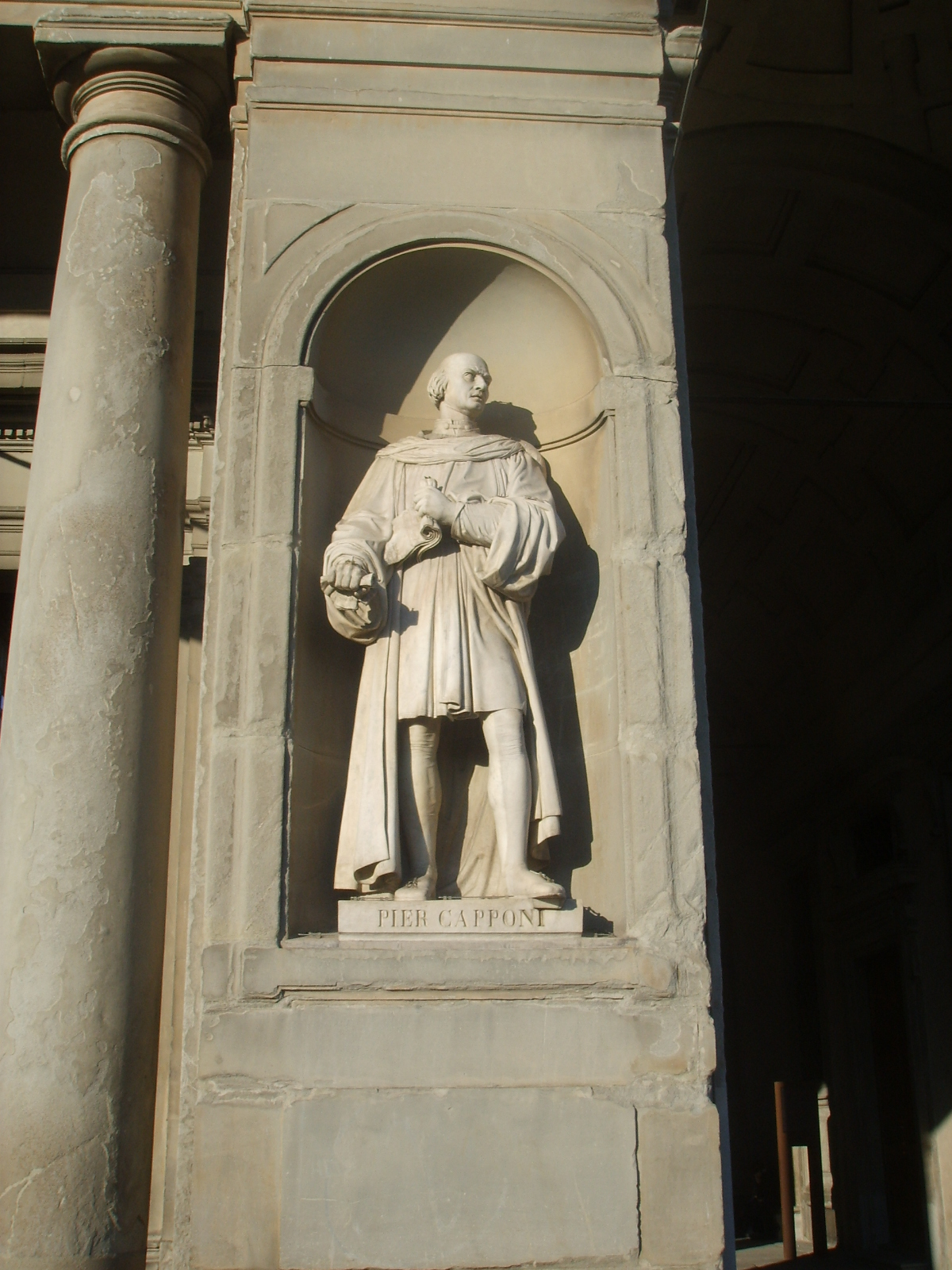
18. Pier Capponi
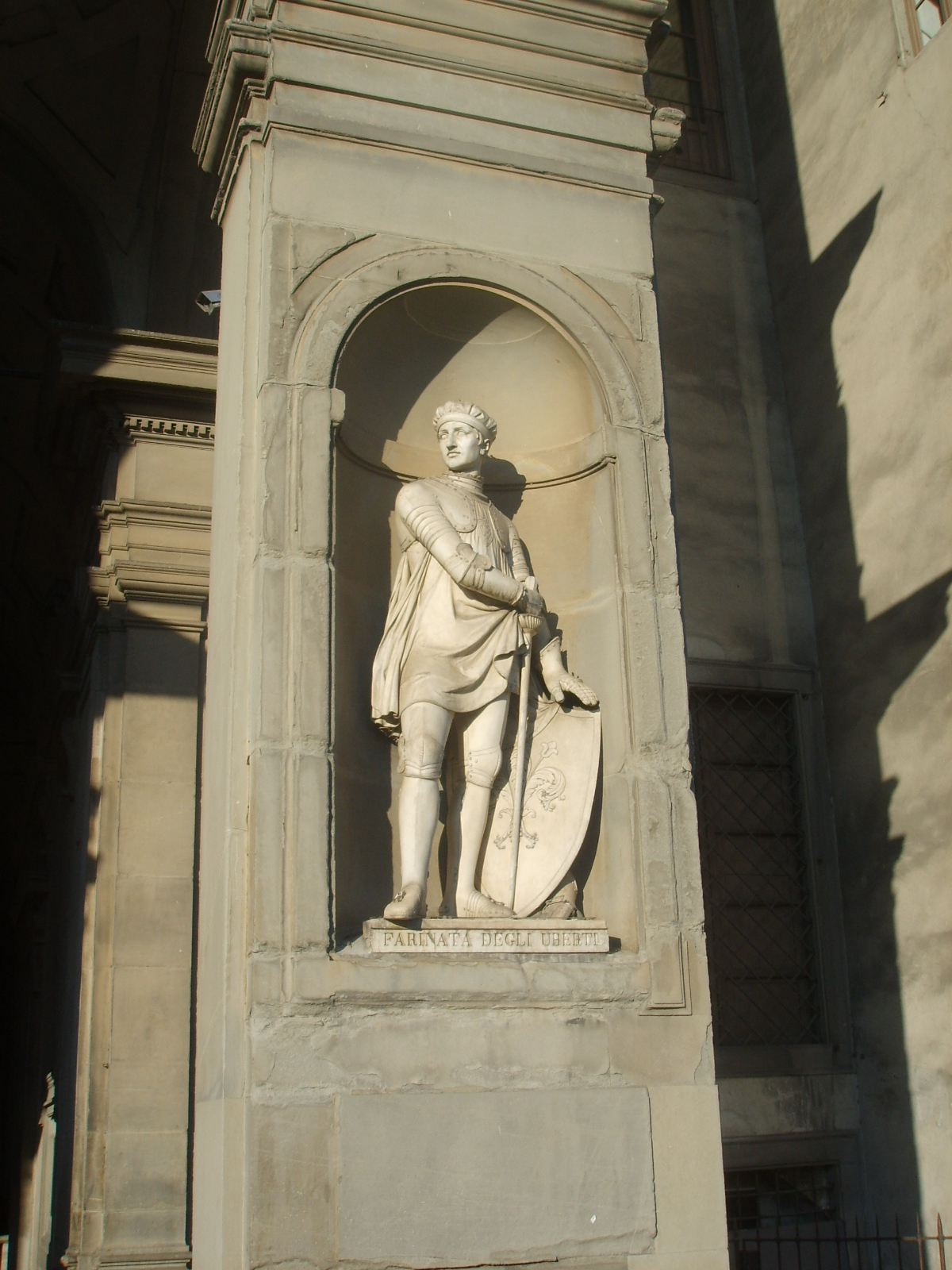
19. Farinata degli Uberti
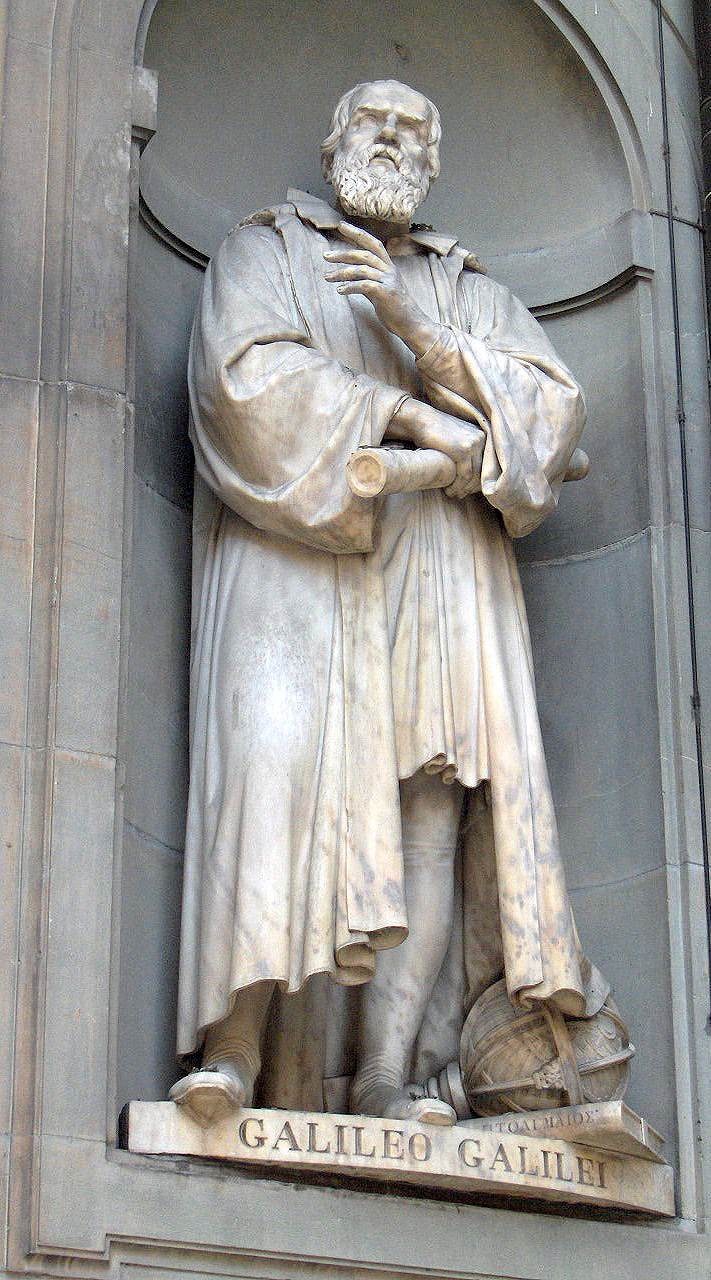
20. Galileo Galilei
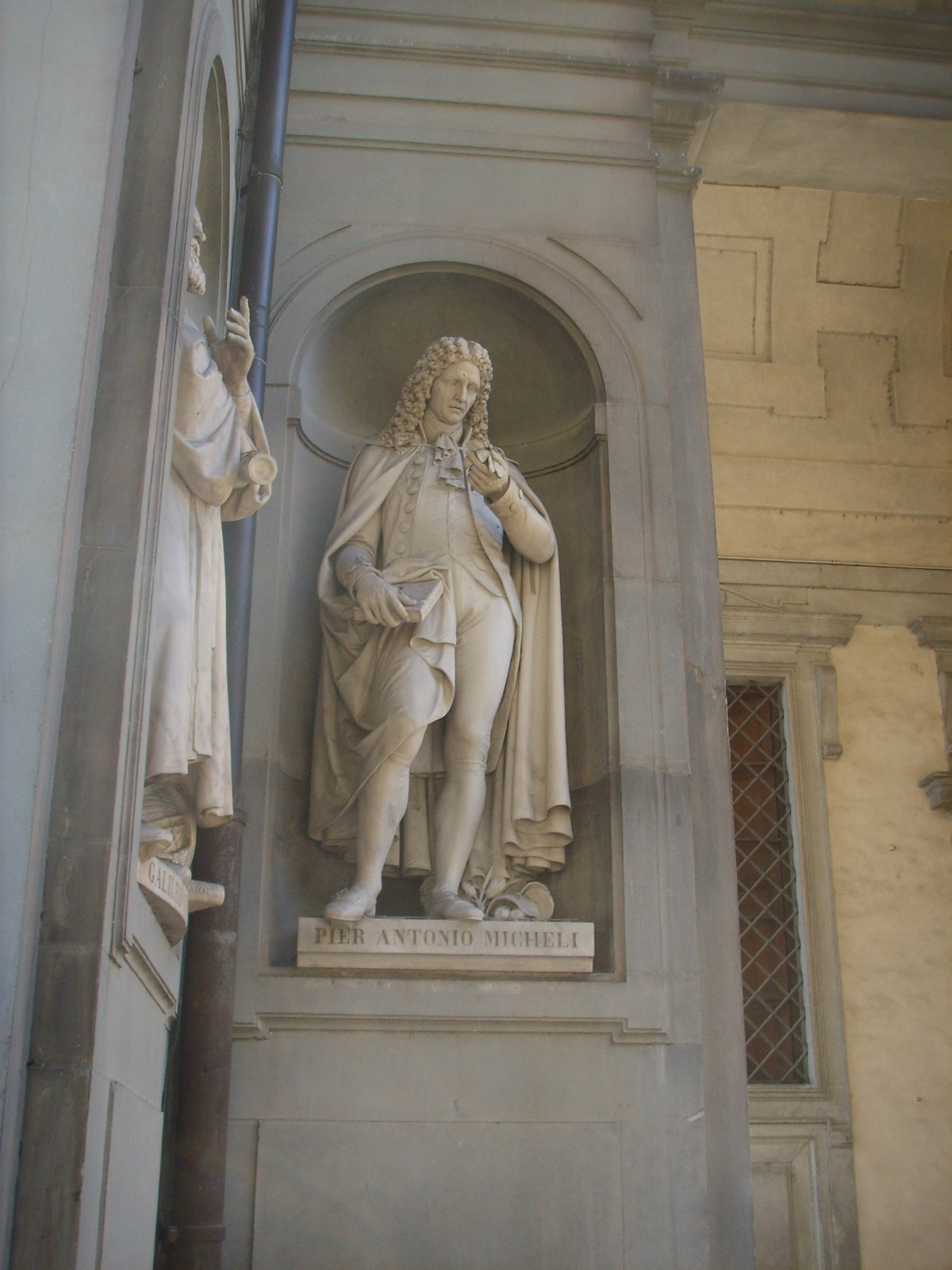
21. Pier Antonio Micheli
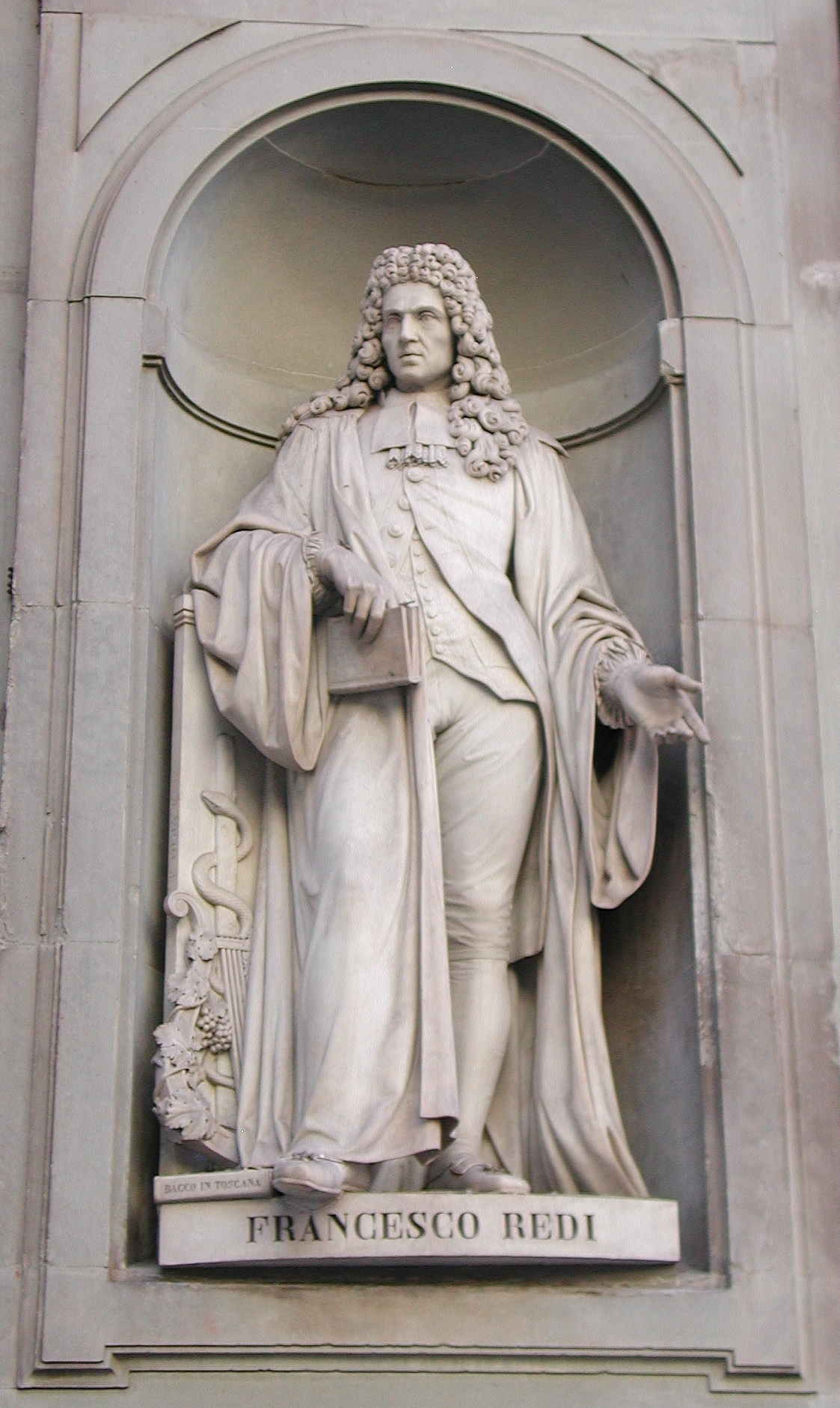
22. Francesco Redi
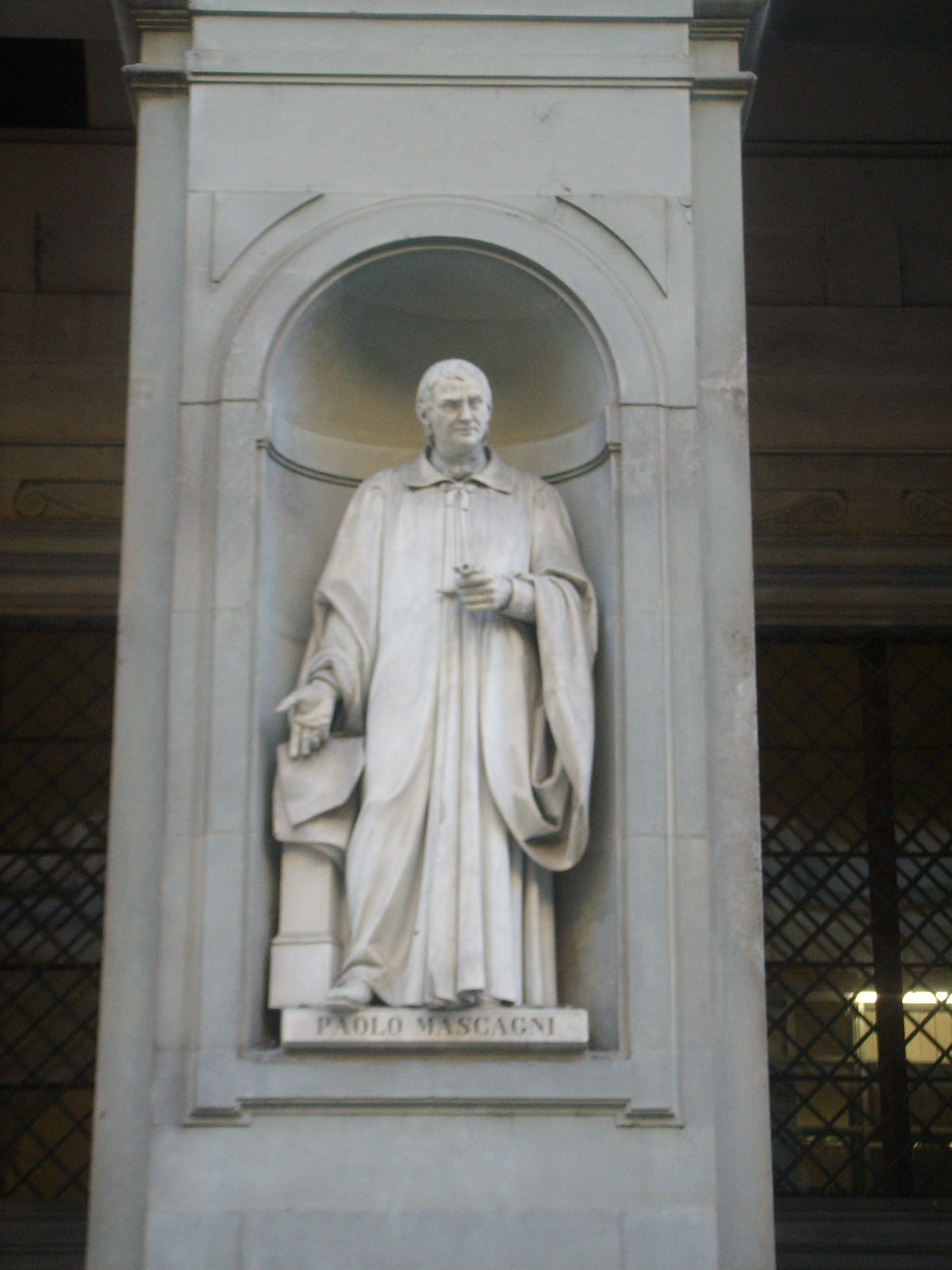
23. Paolo Mascagni
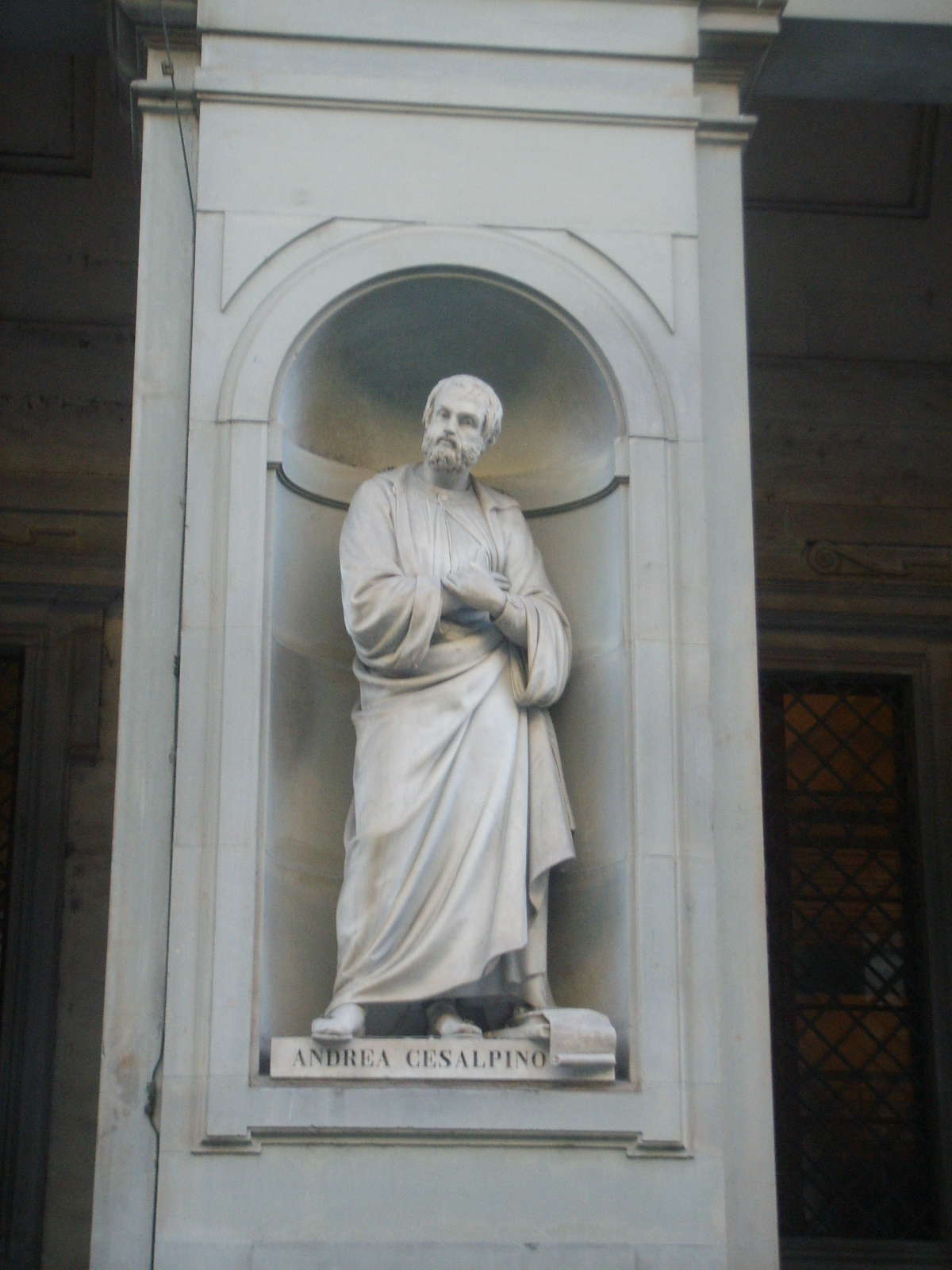
24. Andrea Cesalpino
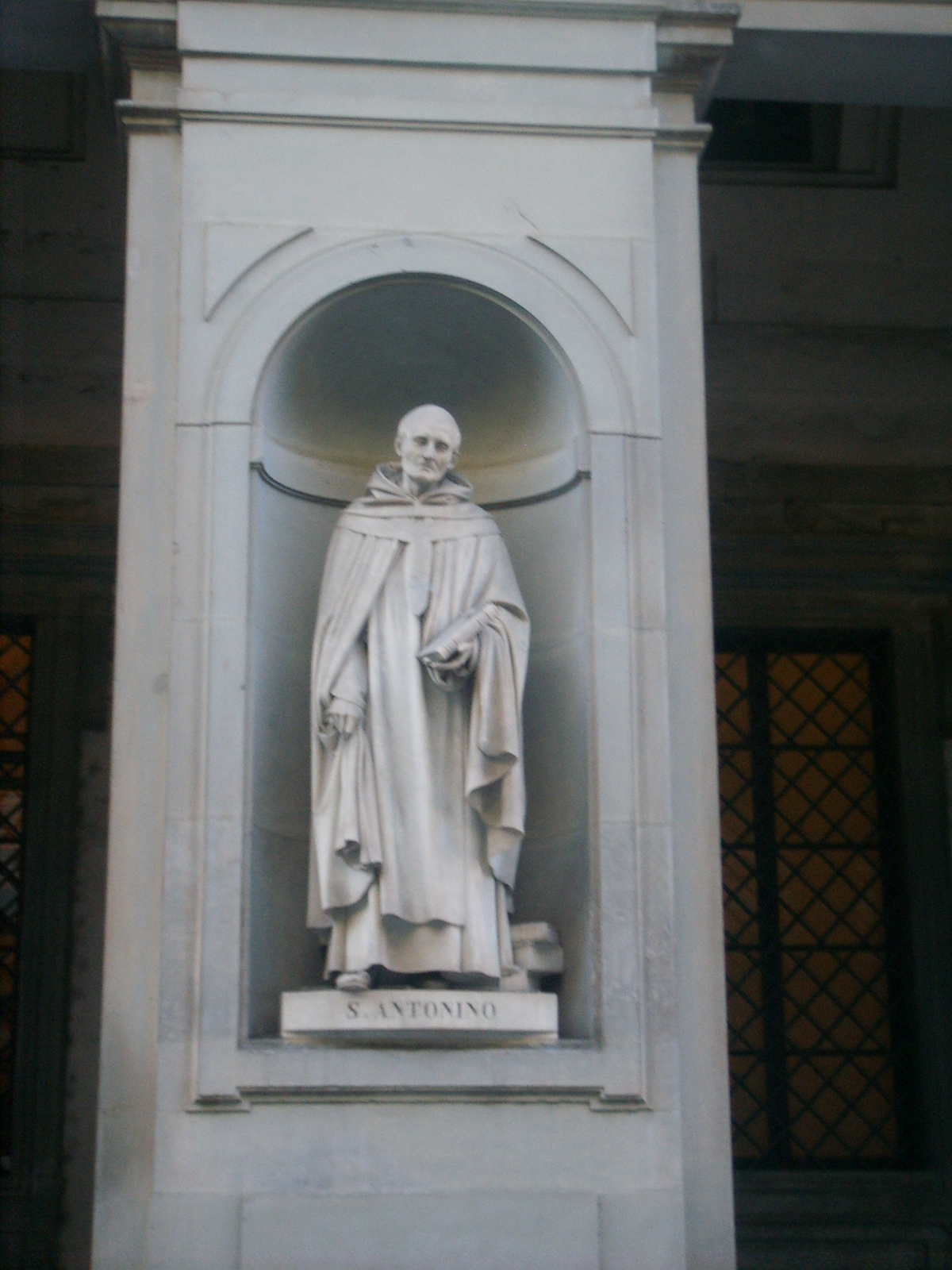
25. Sant'Antonino Pierozzi
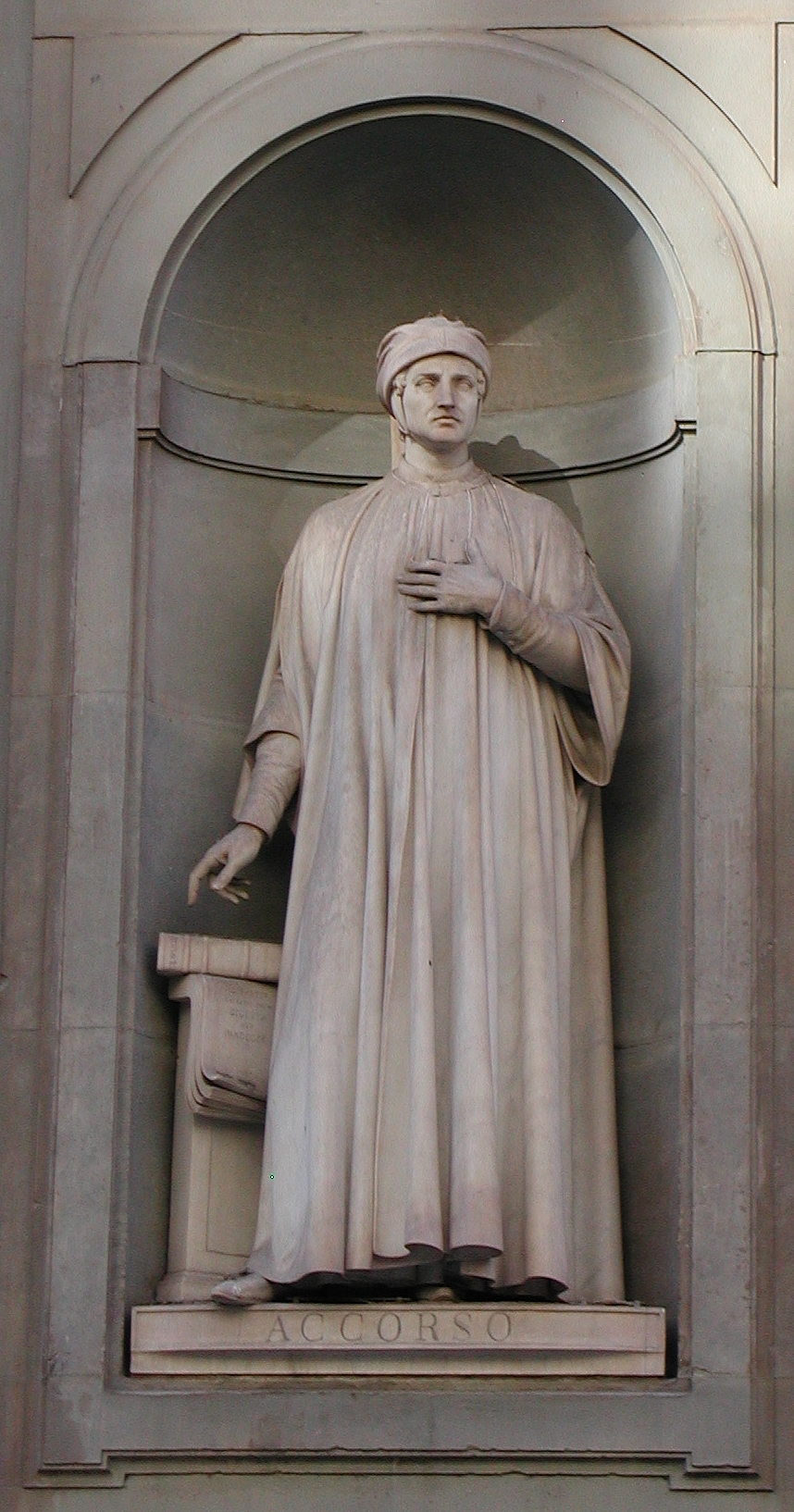
26. Accursio
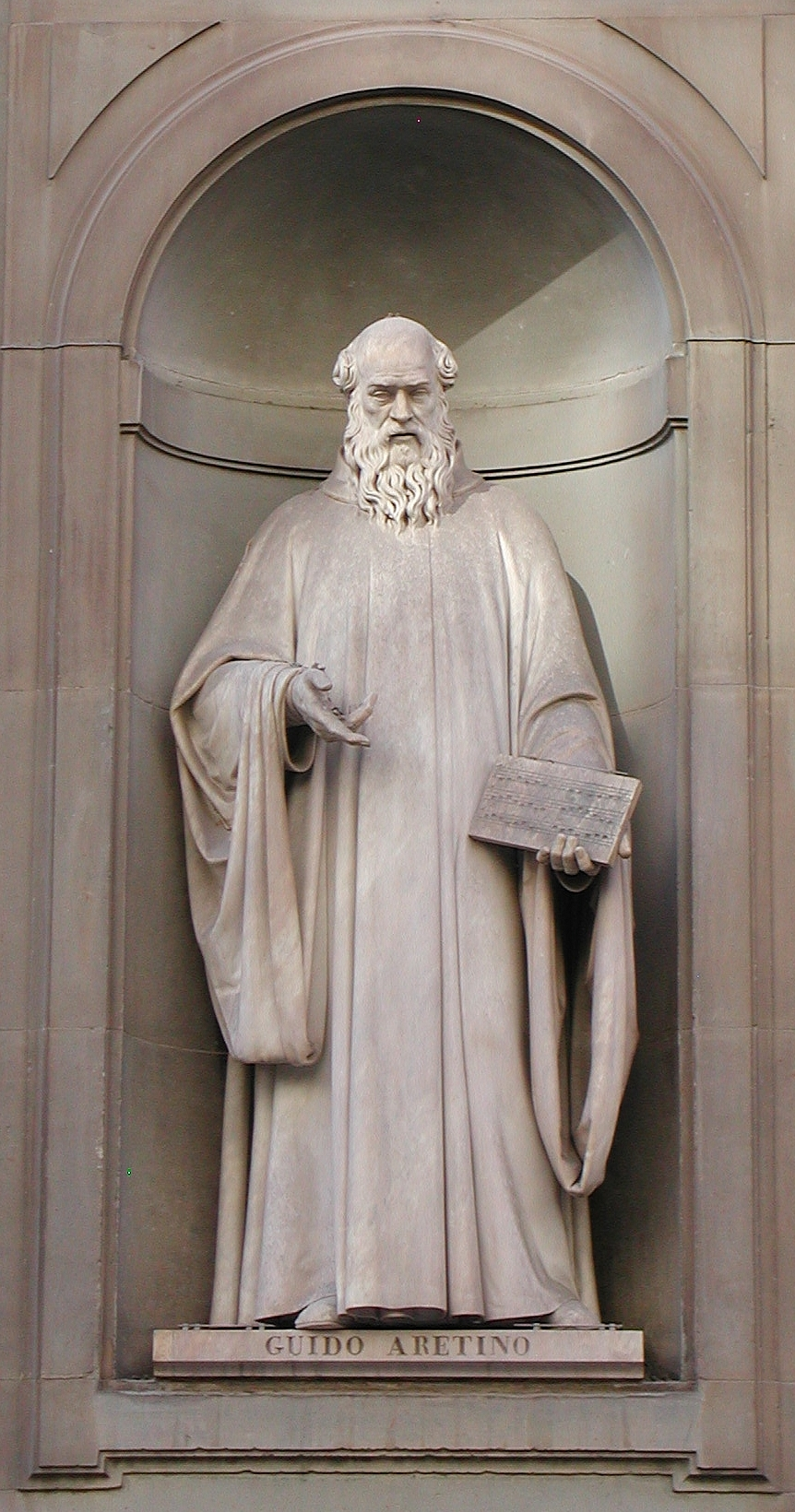
27. Guido Aretino
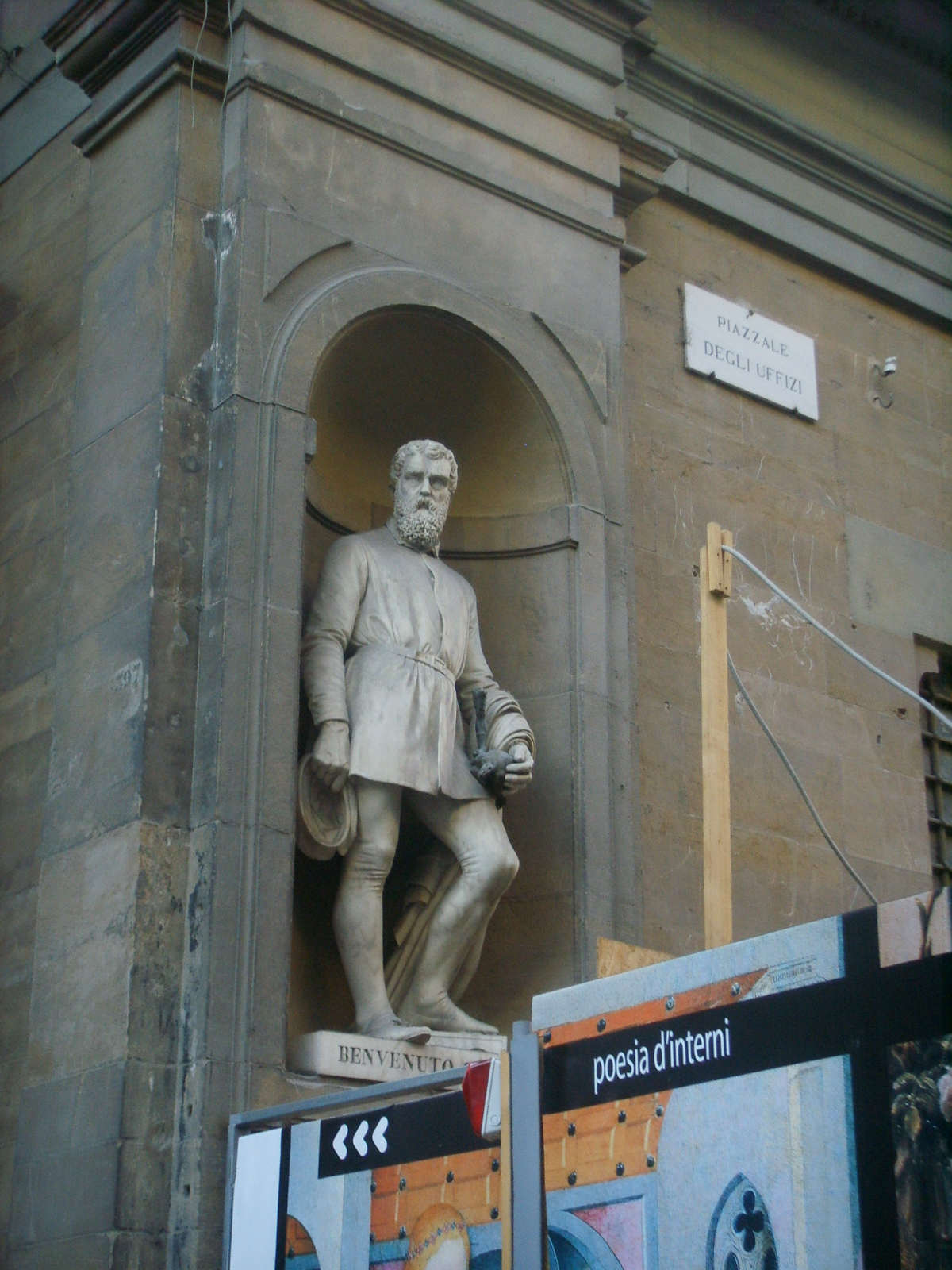
28. Benvenuto Cellini